# 宮城球場
宮城球場（みやぎきゅうじょう）は、宮城県仙台市宮城野区の宮城野原公園総合運動場内にある野球場。2005年（平成17年）よりプロ野球・パシフィック・リーグの東北楽天ゴールデンイーグルスの専用球場（本拠地）として使用されているほか、高校野球などのアマチュア野球も開催されている（後述）。
上記と同年より命名権（ネーミングライツ）が導入されており、現在は楽天モバイルパーク宮城（らくてんモバイルパークみやぎ）が優先される愛称として使用されている。（なお、命名権による愛称の変遷については後述。）

## 名称
宮城県立都市公園条例で定められた正式名称は宮城野原公園宮城球場（みやぎのはらこうえん みやぎきゅうじょう）であるが、一般的には公園名を省いて単に「宮城球場」と呼ばれている。施設は宮城県が所有し、東北楽天ゴールデンイーグルスの運営法人・株式会社楽天野球団が都市公園法に基づく管理許可制度により運営管理を行っている。東北楽天ゴールデンイーグルスのホームゲームの警備は2021シーズンより東北ニッソーサービス株式会社が行っている。
なお、一部報道などで「県営宮城球場」と表記されることがある。1990年代に施設管理権が宮城県教育委員会から県教委の外郭団体である宮城県スポーツ振興財団へ移管された際、県の直接管理ではなくなったことから前述の「宮城球場」に改称しており、「県営」は冠さない。2004年までは、報道などにおいて球場名に都市名を冠した仙台宮城球場という通称が使用されていた。

### 命名権
宮城県条例上の施設名称は「宮城球場」であるが、2005年（平成17年）1月7日に宮城県と楽天野球団との間で締結された「宮城球場ネーミングライツ基本協定書」に基づき、優先して使用される愛称を名付ける権利、すなわち、命名権を売り出している。同協定書では、球団を代理店とし、宮城県教育委員会と球団が共同で公募をし、県教委が選定をすること、および、収入を県教委が1/4、球団が3/4の配分で受け取ることが定められている。また契約期間は3年間で、漢字の「宮城」の2文字を必ず入れることなどが決められている。
| 契約期間（3年毎）             | 契約企業          | 契約料年額（税抜） | 愛称 | 公式略記 （太字：全角6文字以下）                                           |
| ----------------------------- | ----------------- | ------------------ | --- | -------------------------------------------------------------------------- |
| 2005年3月20日 - 2007年10月4日 | フルキャスト      | 2億0000万円        | フルキャストスタジアム宮城                                                                              | フルスタ宮城 （フルスタ）                                                  |
| 2008年1月1日 - 2010年12月31日 | 日本製紙          | 2億5000万円        | 日本製紙クリネックススタジアム宮城 （ - 2008年2月14日） クリネックススタジアム宮城 （2008年2月15日 - ） | Kスタ宮城 （Kスタ）                                                        |
| 2011年1月1日 - 2013年12月31日 | 日本製紙          | 2億0000万円        | 日本製紙クリネックススタジアム宮城                                                                      | Kスタ宮城 （Kスタ）                                                        |
| 2014年1月1日 - 2016年12月31日 | 楽天→楽天グループ | 2億0100万円        | 楽天Koboスタジアム宮城                                                                                  | コボスタ宮城（ - 2015年） （コボスタ） Koboスタ宮城（2016年） （Koboスタ） |
| 2017年1月1日 - 2019年12月31日 | 楽天→楽天グループ | 2億0100万円        | Koboパーク宮城 （ - 2017年12月31日）                                                                    | Koboパーク Kobo （コボパ宮城・コボパ）                                     |
| 2017年1月1日 - 2019年12月31日 | 楽天→楽天グループ | 2億0100万円        | 楽天生命パーク宮城 （2018年1月1日 - ）                                                                  | 楽天生命パーク 楽天生命                                                    |
| 2020年1月1日 - 2022年12月31日 | 楽天→楽天グループ | 2億0100万円        | 楽天生命パーク宮城 （2018年1月1日 - ）                                                                  | 楽天生命パーク 楽天生命                                                    |
| 2023年1月1日 - 2025年12月31日 | 楽天→楽天グループ | 2億0100万円        | |                                                                            |
| 2023年1月1日 - 2025年12月31日 | 楽天→楽天グループ | 2億0100万円        | 楽天モバイルパーク宮城                                                                                  | 楽天モバイルパーク 楽天モバイル                                            |

※ しばしば用いられる非公式略記は、括弧で付記。

#### フルキャストスタジアム宮城
宮城球場が楽天の本拠地となるにあたり、所有者である宮城県は、県が保有する資産を有効活用して収入確保を図ると共に、地域に密着したプロ球団の育成を目指すため、楽天野球団と共同で施設命名権（ネーミングライツ）の売却を決定し、2005年1月11日からスポンサー企業の募集を開始。契約期間3年以上、年額1億5000万円以上で、名称の一部に「宮城」の2文字を使用することが条件だった。その結果、労働者派遣業大手のフルキャスト（現フルキャストホールディングス。当時の本社は東京都渋谷区に所在）1社のみが応募し、球団と宮城県などによる審査を経て、1月22日に契約期間3年、年額2億円（うち1億5000万円は球団、5000万円は県の収入）で基本合意に達し、呼称はフルキャストスタジアム宮城（フルキャストスタジアムみやぎ）に決定、同年3月20日から採用された。「フルスタ」「フルスタ宮城」「フルキャスト宮城」などといった略称・通称でも呼ばれ、報道などでも使用された。そのため、フルキャストによる独自調査では、同年1月20日から8月31日までに限ってもその広告宣伝効果は4億4000万円を超えるものとなった。なお、県と楽天野球団が命名権導入にあたって締結した「ネーミングライツ基本協定書」において、最低売却額は年額1億5,000万円、売却益の分配率は1:3（県25%、楽天野球団75%）と取り決められた。
ところが、2007年8月3日にフルキャストが警備員や建設・港湾荷役など労働者派遣法で定められている禁止業務に労働者を派遣する違法行為を繰り返し行ったとして、1箇月ないし2箇月の業務停止処分を受けた。これについて宮城県の村井嘉浩知事は「重大で許し難い行為。県民は快く思わないのではないか」と不快感を表明し、また楽天の池田敦司取締役も「出てきた事実に基づき県と相談します」と話した。
フルキャストは2005年に県・球団と命名権契約を交わした際、契約解除条項の一として「社会的信用が失墜したと認められる場合」を明記していた。また2008年3月18日までの契約期間終了に伴って、宮城県は年内を目途に新たな契約企業を募集する方針を当時既に決定しており、引き続きフルキャストと契約を更新することも選択肢の一つとしていたものの、前述の違法行為が発覚した際、ある県幹部は「その可能性はなくなった」と話した。
この一連の事態を受けて8月30日夕方、フルキャストの役員が宮城県庁を訪れ、宮城県に対し謝罪した上で「自社の業務停止処分の問題に関する県民・ファンへの影響などを考慮した」として命名権の契約解除を申し出た。これは翌31日に県教育委員会が開いた「広告審査委員会」の席上で明らかにされた。宮城県は9月3日以降に改めてフルキャスト側の事情聴取を行った上で結論を出すことを決めた。なおフルキャスト側は契約解除の時期を「混乱を避けるため、できればシーズン終了後にしたい」と話したという。
そして9月7日、宮城県は楽天主催公式戦のシーズン最終戦当日をもってフルキャストとの命名権契約を解消することを決定した。プロ野球本拠地野球場の命名権契約が途中解消されるのは日本では初めてのケースとなった。これに伴い、県は新たな契約企業募集に向けた準備に入り、楽天主催公式戦のシーズン最終戦（対ロッテ23回戦）が開催された10月4日に「フルキャストスタジアム宮城」の名称使用を終了し、翌10月5日から新たな契約先が決定するまでの間は県条例上の施設名称である「宮城球場」のみを暫定的に使用することになった。なお、フィールドやスコアボード、メインスタンド正面など球場施設内に掲出されていたフルキャストの社ロゴや看板、その他球場内外の標識・案内板などの撤去費用等については、その後県、仙台市などの関係機関とフルキャスト両者が協議して負担割合を決定した。

#### 日本製紙クリネックススタジアム宮城・クリネックススタジアム宮城
フルキャストとの命名権契約解消に伴い、宮城県は2007年10月29日から11月20日にかけて命名権契約企業の募集を実施した。前回と同様、球場名には「宮城」の名を入れることを条件とした。その結果、県内外3社から応募があった。その後、県内から応募した1社が辞退し、県外2社について審査を継続した結果、宮城県内にも岩沼市と石巻市に製造拠点を置く日本製紙に命名権を売却することが決定した。県・楽天野球団と同社が検討を進めた結果、同社グループの日本製紙クレシアが製造販売するティッシュペーパーの商品名「クリネックス」を施設名に冠することが決まり、新たな施設名称は日本製紙クリネックススタジアム宮城（にほんせいしクリネックススタジアムみやぎ）に決定した。契約期間は2008年1月1日から2010年12月31日までの3年間で、契約金額は年額2億5000万円（うち1億8750万円は球団、6250万円は県の収入）。また、公式略称をKスタ宮城とすることも併せて決定した。なお新規契約先募集に先立って、基本協定書の内容が2007年10月11日付で一部変更され、最低売却額は年額2億円に引き上げられた。
略称「Kスタ」の「K」は、クリネックスの英字表記「Kleenex」の頭文字をとったもの。先の「フルスタ」に倣って「クリスタ」と省略することも検討されたものの、「『クリスタ』はいくつかの商品で商標登録されている」「大阪市中央区にある地下街『クリスタ長堀』など類似した名称を使用している施設が既にある」「『クリスタ』では『クリスタル (Crystal)』を連想させ、『クリネックス』を略したことが認識しにくくなる」などといったの理由から、略称にはイニシャルを使用する運びとなった。
だが、両者が契約文書の細部調整作業を進めていた2008年1月9日、日本製紙が製造する再生紙年賀はがきの古紙配合率が定められた基準値を下回っていることが発覚したのを発端に、製紙各社による古紙配合率偽装問題が勃発した。1月25日、日本製紙の本村秀常務らが仙台を訪れ、県に対して謝罪するとともに命名権の契約継続を要請。席上、同社側は「一定期間、呼称から『日本製紙』の社名を外したい」という考えを示した。村井知事は1月28日の定例記者会見でこの問題について「消費者を欺いた重大な社会問題だが、配合率の基準に無理があった事情も汲まなければならない」と一定の理解を示し、社名を呼称から外すという提案について「会社のPRを狙って命名権を取得したのだから、問題を非常に重く受け止めている証しではないか」と同社の姿勢を評価。楽天の島田社長も「基本的に続けて頂きたい」と契約維持を求めていた。
2月1日の広告審査委員会でこの件が審議され、日本製紙が社内に調査委員会を設け、原因究明と再発防止を進めていることや、社名外しを求めたことについても「信頼回復に努めている姿勢の表れ」と評価。また既に命名権による呼称が印刷物などで使用され始めており、特にパ・リーグ開幕が3月20日に迫っていたことから、仮に契約を解除した場合、大きな混乱が生じる可能性も考慮され、契約を継続することが決まった。これを踏まえ、宮城県の村井知事は2月4日の定例記者会見で契約継続を正式に発表。また併せて契約継続の条件として、契約満了までの3年間、呼称から社名を外すことも発表した。社名外しの期間については、日本製紙側は「1年間ないし2年間」を提示していたが、契約満了までとしたことについて、村井知事は「社会的影響を考えると、自粛して頂くのが妥当と判断しました」との見解を示した。これを受けて日本製紙側は「それだけ重大であると判断されたということ。真摯に受け止めたい」として、県、球団に改めて陳謝した。こうした過程を経て、2月15日に県・楽天野球団と日本製紙は正式に契約を締結。これにより、同日以降の呼称はクリネックススタジアム宮城（クリネックススタジアムみやぎ）となった。なお、略称のKスタ宮城は引き続き使用した。
宮城県は、旧契約の期間満了を前にした2010年9月13日、日本製紙との命名権契約を更新する方針を明らかにした。当時既に日本製紙側が契約更新の意思を県・楽天野球団側へ事前に伝達していたことから、契約中の企業が優先交渉権を有すると定めた県の規定に基づいて、県・楽天野球団は日本製紙側と契約更新に向けて交渉を進めた結果、3年間の契約延長が決まり、11月1日に発表された。契約期間は2011年1月1日から2013年12月31日までの3年間で、契約金額は年額2億円（うち1億5000万円は球団、5000万円は県の収入）。年額が5000万円減となったことについて、村井知事は同日の定例記者会見で「企業では厳しい経済状況を背景に広告経費を削減する傾向にあり、他県でも命名権の契約額を減額する傾向にある。2億円は基本協定書の最低金額を満たしており、やむを得ないものだと考えた。2億円でも更新になったのは大変ありがたい」と説明した。また契約更新にあたって県教委の広告審査委員会が同社を再審査した結果、コンプライアンス（法令順守）体制や地域貢献活動への取り組みを評価し、再び名称に社名を冠することを認めたため、2011年からの呼称は日本製紙クリネックススタジアム宮城とすることが決まった。併せて略称のKスタ宮城もこれまで通り使用を継続し、加えて旧呼称のクリネックススタジアム宮城も新たな略称として使用することになった。
しかし、日本製紙は国内需要の縮小に伴う経営効率化の一環として2013年10月に前述の命名権契約を更新しない意向を宮城県に伝えた。このため宮城県は日本シリーズ終了後の11月5日から12月4日まで、日本全国の企業を対象に新たな命名権契約企業を公募。その結果、楽天と他1社が立候補した。なお、「日本製紙クリネックススタジアム宮城」「クリネックススタジアム宮城」「Kスタ宮城」といった呼称は、契約期間の満了と新たなスポンサー企業（楽天）との命名権契約締結を機に変更された（後述）。

#### 楽天Koboスタジアム宮城
宮城県が上記の命名権契約企業公募に応じた楽天など2社を審査した結果、イーグルスを所有する楽天が、年間契約料2億100万円で命名権を取得。2014年1月1日に、球場の愛称を同社の電子書籍通信販売サイト「楽天Kobo」の名称を冠した楽天Koboスタジアム宮城に変更した。契約期間は従来と同じ3年間で、略記は2016年1月31日まではコボスタ宮城、同年2月1日から契約期間満了まではKoboスタ宮城を用いていた。

#### Koboパーク宮城
2016年10月31日、楽天が宮城球場の施設命名権に関する契約を更新。2017年1月1日から1年間にわたってKoboパーク宮城という愛称を使用した。
球場の魅力向上を目指す「ボールパーク化」を反映し、それまで愛称で「スタジアム」だった部分が「パーク」に変更された。これ以降の愛称は、全て「○○パーク宮城」の形となっている。

#### 楽天生命パーク宮城
2018年1月1日から2022年12月31日までは、楽天が宮城球場の施設命名権を保有したままグループ会社（楽天生命保険）の名を冠した「楽天生命パーク宮城」という愛称を使用した。この間には、2019年11月25日に施設命名権の契約を更新している。

#### 楽天モバイルパーク宮城
2022年11月28日、楽天グループ（2021年4月1日に楽天より社名変更）との間で施設命名権に関する契約を更新。契約期間は2023年1月1日から2025年12月31日までの3年間で、これに合わせて球場の愛称を「楽天モバイル」（グループ傘下の電気通信事業者）の名を冠した「楽天モバイルパーク宮城」に変更した。

## 歴史
プロ野球の公式戦に評定河原球場を使用していた仙台市内で、第二次世界大戦後（GHQによる占領期）に造成されていた土地（大日本帝国陸軍練兵場の跡地）に建設。日本プロ野球がパシフィック・リーグとセントラル・リーグによる2リーグ制へ移行した1950年（昭和25年）5月に開場した。
パシフィック・リーグでは宮城球場の竣工（1950年5月27日）を目前に控えていた同月5日、変則ダブルヘッダー方式の公式戦（毎日オリオンズ対南海ホークス戦と毎日対大映スターズ）を組んでいた。実際には4日の夜から観衆が続々と詰め掛けていて、5日の未明（午前2時頃）には数千人が集まっていた。5日の朝には群衆がもみ合う状況になったため、主催者は当初午前10時に予定していた開場時間を午前8時に繰り上げたところ、開場の直後に観衆が入口のトンネルで転倒。その影響で将棋倒しが発生したため、3名が即死した。さらに、入口からあふれた観衆が1塁側スタンド側のフェンス（高さ2メートル）を越えての入場を試みたため、フェンスがおよそ80mにわたって倒壊。地面に転落した観衆から、12名の重傷者と19名の軽傷者が出たが、前述したダブルヘッダーは当初の予定どおりに催された。
1972年（昭和47年）までは照明設備が存在しなかったため、ナイトゲームを開催できなかった。これに対して河北新報社を中心に、宮城県内から15の有力企業・団体が同年9月に東北野球企業を共同で設立。1972年のプロ野球（NPB）シーズン終了後には、同社からの資金援助を背景に大規模な改修工事を実施した。この工事では、照明設備の増設（6基の照明塔の新設など）によってNPBのナイトゲームの開催に必要な照度を確保できるようになったほか、得点を電光で掲示できるスコアボードを導入。いずれも、東北地方の野球場では初めての設備だった。なお、東北野球企業は改修工事の完了を機に、事業の軸足を宮城球場での興行関連事業（NPB公式戦の誘致や入場券の販売など）に移している。

### ロッテ本拠地時代
1973年（昭和48年）から1977年（昭和52年）までは、NPBのパシフィック・リーグ（パ・リーグ）に加盟しているロッテオリオンズ（現在の千葉ロッテマリーンズ）の本拠地であった。ロッテが1962年（昭和37年）のシーズン途中から本拠地として使用していた東京スタジアムが、1972年（昭和47年）のシーズン終了後に閉鎖されたことに伴う措置で、実際には、パ・リーグのレギュラーシーズンに前・後期（2シーズン）制が導入された1973年に限って、「準本拠地」という扱いを受けていた。ロッテが宮城球場を「本拠地」として正式に定めたのは、翌1974年（昭和49年）の1月である（当該項で詳述）。
1974年4月6日には、東北地方の球場では初めて、NPBレギュラーシーズンの開幕戦（ロッテ対阪急ブレーブス戦）に使用。ロッテはこの年に後期優勝を果たしたため、前期を制していた阪急とのプレーオフでは、第3戦を宮城球場で開催した。プレーオフの第1戦から連勝していたロッテは、第3戦にも勝利したことによってリーグ優勝を決めた（当該項で詳述）ものの、後述する事情から宮城球場で日本シリーズを開催できなかった。ロッテは1977年（昭和52年）にも後期で優勝したため、宮城球場が阪急（前期優勝）との1977年のパシフィック・リーグプレーオフ（第3戦以降）で再び使われたが、2勝2敗で迎えた第5戦（10月15日）に敗れたため日本シリーズ進出を逃した。
その一方で、宮城球場でのロッテ主催公式戦では、完全試合が2度にわたって達成されている。最初の試合は1973年10月10日の対太平洋クラブライオンズ後期第12回戦（ダブルヘッダーの第1試合）で、ロッテの八木沢荘六が達成。逆に、1978年（昭和53年）8月31日の対阪急後期8回戦では、ロッテ打線が阪急の今井雄太郎に完全試合の達成を許した。ちなみに、今井の完全試合は（NPB発足前の1リーグ時代や2リーグ制移行後のセントラル・リーグを含む）昭和時代の日本プロ野球公式戦で最後に達成されたものである（当該項で詳述）。

### ロッテによる川崎球場への本拠地移転
ロッテは1978年（昭和53年）から、神奈川県川崎市が保有する川崎球場へ本拠地を移転した。前年（1977年）まで川崎球場を本拠地として使用していた大洋ホエールズが、1978年に完成したばかりの横浜スタジアム（神奈川県横浜市）へ本拠地を移したことによる。
本拠地を首都圏の球場に置くことを東京スタジアムの閉鎖後も模索していたロッテは、横浜スタジアムの完成に際して、同スタジアムを「共同本拠地」として使用することを大洋側に申し入れていた。当時は後楽園球場が読売ジャイアンツと日本ハムファイターズの「共同本拠地」になっていたが、大洋側は「横浜スタジアムの専用球場化」という方針を打ち立てたうえで、1978年から本拠地を川崎球場から横浜スタジアムへ移転することを1977年8月に川崎市へ通告。この通告が川崎市側との事前折衝を経ずに突然為されたことから、川崎球場が周辺地域にもたらしてきた経済効果が本拠地の移転によって失われることを懸念した同市は、ロッテの本拠地を川崎球場へ誘致する姿勢に転じた。一方のロッテも、横浜スタジアムの共用案が大洋側に受け入れられなかったことから、川崎市の積極的な誘致活動に応じる格好で川崎球場への本拠地移転を決めた（当該項で詳述）。

### ロッテの川崎移転後
ロッテは1978年以降も、主催公式戦の一部に宮城球場を2004年（平成16年）まで使用していた。当初は年間10試合前後だったが、本拠地を川崎球場から千葉マリンスタジアムに移転した1992年（平成4年）以降は、年に1 - 2カード（2 - 5試合）程度にまで減少していた。その一方で、横浜ベイスターズ（大洋ホエールズの後継球団）が年に1試合、読売ジャイアンツが隔年開催の東北シリーズで使用するなど、セントラル・リーグに加盟する球団の公式戦も催されていた。さらに、1992年にはNPBオールスターゲームの第3戦を開催。NPB球団の本拠地以外の球場がNPBオールスターゲームに使われた事例は、1992年の第3戦が初めてであった。
毎年7月には全国高等学校野球選手権宮城大会の会場にもなっているが、前述したスコアボードは選手名が手書き式であったほか、座席の劣化など施設の老朽化が著しかった。さらに、1978年以降の夏場には選手権宮城大会での使用が優先されているため、NPBの公式戦は雨の多い時期に組まれることが多かった。このような事情から、東北野球企業では経営状態が急速に悪化した末に、2002年（平成14年）をもって解散。2003年（平成15年）と2004年（平成16年）には、宮城球場の興行に関する事業を河北新報社が引き継いでいた。
さらに、グラウンドに水が溜まりやすい立地であることから、高校野球の選手権宮城大会でも試合の雨天中止が続出。大会の運営や日程調整に支障を来していたため、宮城県内では宮城球場の改修・移転・建て替えなどをめぐる議論がたびたび浮上していた。1999年（平成11年）には、宮城球場を全面的に改修する旨の嘆願書が、およそ12万人分の署名簿と合わせて宮城県に提出されている。一方の宮城県では当時財政難で、都市公園法を初めとする法律上の問題と相まって、具体的な改善策を打ち出すまでに至らなかった。

#### ヤクルトスワローズの本拠地誘致構想
2004年の6月には、NPBに加盟する球団を東北地方へ誘致することを目指していた複数の市民団体が、セントラル・リーグのヤクルトスワローズを仙台市に誘致する活動を開始した。ヤクルトの本拠地・明治神宮野球場の使用に関する契約期間が1年で、ヤクルト側が使用を継続するために毎年の契約更新を余儀なくされていることを踏まえての活動で、非公式ながら署名などの誘致活動を展開。団体では「5年後（2009年シーズン）を目途にヤクルトの本拠地誘致したい」という意向を示してはいたものの、老朽化が進んでいた宮城球場の扱いや、宮城球場に代わる球場の建設などについての具体案を出すまでには至らなかった。
その一方で、パ・リーグではこの年のシーズン終了後に、オリックス・ブルーウェーブによる大阪近鉄バファローズの吸収合併でオリックス・バファローズが誕生。合併に至る過程でNPBの再編問題が生じたこともあって、ヤクルトの本拠地誘致構想は後述する新球団の参入計画に事実上引き継がれた。

#### 「ライブドア」と「楽天」による球界参入構想
オリックスブルーウェーブへの吸収合併に伴う近鉄球団の消滅（前述）に2004年のシーズン中から反対してきた日本プロ野球選手会は、NPBに対して、パ・リーグの6チーム制を維持すべく1チームの新規参入を認めることを要望。NPBもこの要望を受け入れたため、新規参入を希望する事業者を公募したところ、ライブドアと楽天（いずれもインターネット関連企業）がNPBに加盟を申請した。申請に際しては、両社とも宮城県を保護地域へ定めることや、宮城球場を改修したうえで本拠地として使用することなどを打ち出していた。
ライブドアでは、プロ野球チームを運営する子会社（ライブドアベースボール）を設立したうえで、9月16日にNPBへの加盟を申請した。これに対して、楽天も同月24日の午後に加盟を申請。NPBが10月6日に実施した第1回の公開ヒアリング（審査会）では、改修に向けた計画がライブドア・楽天の両社から示された。いずれの計画も「改修工事の費用を親会社が負担する」という前提で立てられていて、楽天側は32億円程度、ライブドア側は20 - 30億円程度の予算を提示していた。
ちなみに楽天側は、2004年のNPBシーズン終了後から増・改築を段階的に施すことを視野に、2005年レギュラーシーズン開幕時点におけるスタンドの収容人数を「23,000人規模」と設定。このような暫定措置を経て、3万人規模にまでスタンドを拡張する方針を打ち出していた。一方のライブドア側は、2005年のレギュラーシーズン開幕を「3万人規模」の収容人数で迎えた後に、同年のシーズン途中を目途に改修工事を完了させる方針を明らかにしていた。

### 「東北楽天ゴールデンイーグルス」の誕生に伴う本拠地化
NPBでは、2004年11月2日にプロ野球実行委員会とオーナー会議を相次いで開催。その席上で、楽天を母体とする「東北楽天ゴールデンイーグルス」の新規参入が正式に認められた。東北地方の球場を本拠地に使用する前提で創設された球団がNPBに加盟する事例は初めてで、本球場を本拠地に使用する球団の出現はロッテの撤退（川崎球場への本拠地移転）以来28年ぶりであった。
楽天側は、ゴールデンイーグルスのNPB参入とパ・リーグ加盟が正式に認められたことを受けて、上記の計画に沿った第1期の改修工事を2004年12月から開始。工期中に大雪へ見舞われながらも、当初の予定どおり、翌2005年（平成17年）のレギュラーシーズン開幕前（3月）に完了した。2005年の10月から計画されていた第2期の改修工事についても、大幅な遅れが生じないまま2006年（平成18年）3月に完工（詳細後述）。球場の近隣で仙石線の地下化工事や仙台駅東口側の都市整備が進んだこともあって、公共交通機関や自動車などによる球場へのアクセスも改修工事の前に比べて大幅に向上した。

#### 本拠地化後の主な出来事
ネーミングライツ制度の導入に伴う動きについては前述。

##### 「フルスタ宮城」時代
2005年（平成17年）
東北楽天ゴールデンイーグルスにとってレギュラーシーズン初の主催公式戦を、開幕第3カードの第1戦に当たる4月1日の対西武ライオンズ戦で開催した。
その一方で、巨人の主催試合として15年振りに組まれていた8月9日の対横浜戦では、この年限りでの現役引退を2日前（8月7日）に表明していた横浜の佐々木主浩（宮城県・東北高校・東北福祉大学出身の右投手）が2回裏の無死1塁（巨人の清原和博内野手を打席に迎えた局面）で登板。「（地元に住む）おふくろ（実母）の前で投げたい」との希望に沿った登板で、親友にして高校時代からのライバルでもあった清原から3球で三振で奪ったことによって、NPB（大洋・横浜）/ MLB（シアトル・マリナーズ）通算で16年間のプロ野球生活を締めくくった。
9月17日には、萩本欽一率いる茨城ゴールデンゴールズとNTTグループ東北マークス（さとう宗幸が総監督を務める地元の社会人野球チーム）の練習試合をナイトゲームで開催。13,600人もの観客を前に、NTTマークスが16対10で勝利した。
2006年（平成18年）
7月31日に催された第88回全国高校野球選手権宮城大会決勝で、仙台育英の佐藤由規と東北の高山一輝が投手戦を展開。当時の大会規定によって0対0のまま延長15回で打ち切られたが、翌8月1日の再試合で仙台育英が勝利したことによって5年振りの本大会出場を果たした。
2007年（平成19年）
7月21日に、ガリバーオールスターゲーム第2戦をデーゲームで開催。NPBオールスターゲームの開催は宮城球場時代の1992年以来15年振り2度目だが、東北地方でNPB球団の本拠地に使われている球場での開催は史上初めてで、デーゲームとしての開催は1995年の第2戦（7月3日に阪神甲子園球場を使用）以来52年振りであった。当日は試合の開始前から大雨に見舞われていて、8回表（セ・リーグ選抜チームの攻撃中）に雨脚が強くなったため、審判団は中断を経てコールドゲームを宣告。NPBのオールスターゲームが「コールドゲーム」として成立したことは初めてであったが、記録上はセ・リーグ選抜が11対5で勝利している。

##### 「Kスタ宮城」時代
2008年（平成20年）
楽天対巨人戦がデーゲームで組まれていた6月14日の試合前（午前8時43分）に宮城県の内陸南部で岩手・宮城内陸地震（最大震度6強）が発生したことを受けて、晴天にもかかわらず、この試合が急遽中止された。地震の影響で公共交通機関の運行が停止されたことや、本震の発生後も余震が続いていたことなどを受けての措置で、地震の発生に伴う公式戦の中止は日本プロ野球史上初めてあった。このカードは翌15日に改めて開催されたが、地震の影響で宮城県を中心に死者が出ていたため、試合前には両チームの関係者や観客から黙祷が捧げられた。
2009年（平成21年）
第2回ワールド・ベースボール・クラシック（WBC）の開催に伴ってNPBレギュラーシーズンの開幕日が4月3日に設定されたことを受けて、春先特有の気候や改修工事との兼ね合いで前年まで見送られてきた楽天主管のオープン戦を、例年開幕している時期（3月の下旬）に2試合開催（23日の対オリックス戦と24日の対西武ライオンズ戦）。さらに、楽天がレギュラーシーズン2位で球団史上初めてクライマックスシリーズ（CS）へ進出したため、10月16日・17日には福岡ソフトバンクホークス（レギュラーシーズン3位）とのCSファーストステージの会場になった。
2010年（平成22年）
6月13日のセ・パ交流戦（楽天対東京ヤクルトスワローズ戦）で、外野スタンドで泥酔していた男性客が2.8メートル下のグラウンドに飛び降りる事故が試合中に発生。男性客を救助するために、試合がおよそ15分中断された。男性客は左足首を打撲しただけで大事に至らなかったものの、場内スタッフからの度重なる警告へ従わないまま飛び降りていたことが確認されたため、球場側は「球場の運営に支障を来した」との理由でこの客を無期限の出入り禁止に処した。
2011年（平成23年）
楽天の一軍が兵庫県立明石公園第一野球場でオリックスとのオープン戦、二軍がヤクルト戸田球場（埼玉県戸田市）で教育リーグに臨んでいた3月11日の午後2時46分に東北地方太平洋沖地震（東日本大震災）が発生。当球場では、場内施設のうち47ヶ所（照明塔など）が倒壊した。倒壊個所の補修に時間を要することや、地震の影響で東京電力福島第一原子力発電所事故が発生したことを受けて、NPBではレギュラーシーズンの開幕を4月12日に延期することを決定。楽天の一軍では本拠地後初めてのレギュラーシーズン開幕戦を3月25日に千葉ロッテマリーンズとのデーゲームで予定していたが、実際には会場をQVCマリンフィールド（ロッテの本拠地）に振り替えたうえで、ロッテの主催試合として開催した。レギュラーシーズン最初の楽天主催カードについても、対戦チームをオリックスに変更したうえで、阪神タイガースの本拠地である阪神甲子園球場を4月15日から3日間使用している。
4月29日の楽天対ロッテ戦から、球場の使用を再開。7月24日には、震災の発災前まで予定されていなかったマツダオールスターゲーム2011第3戦が、「東日本大震災の被災者救済チャリティー試合」として急遽開催された。
2012年（平成24年）
前年に見送られた楽天の本拠地化後初のNPBレギュラーシーズン開幕戦を、ロッテとのデーゲームとして3月30日に開催。
2013年（平成25年）
楽天が球団史上初めてパ・リーグで優勝したことを受けて、10月26日に、開場以来初めての日本シリーズ（楽天対巨人戦）を開催。楽天は、3勝2敗で迎えた11月3日の第7戦に勝利したことによって、球団史上初の日本シリーズ制覇を本拠地で成し遂げた。レギュラーシーズンの途中（夏場）までは常設スタンドの収容人数（23,451人）が日本シリーズ開催の「目安」とされる規模（3万人前後）に達していなかったものの、例年より観客の多かった夏場以降に座席やスタンドの仮設などを繰り返した結果、日本シリーズが開幕した時点では最大で28,120人を収容できるようになった（詳細後述）。

##### 「コボスタ宮城」→「Koboスタ宮城」→「Koboパーク」時代
2017年（平成29年）
8月30日にナイトゲームとして催された楽天対西武戦では、8回表の終了後に激しい降雨で中断している間に野鳥の大群がグラウンドに飛来。内外野を低空で旋回したため、グラウンド整備後も試合を再開できない事態に陥った。スタッフが笛を吹きながら野鳥を追い掛け回したり、中堅の後方から花火を数発打ち上げたりしても上記の事態が変わらなかったため、最終手段としてテレビ・ラジオの中継ブースと1塁側・3塁側のダッグアウトを除く照明を消灯。この状況でドローンを球場の上空に飛ばしたところ、野鳥の大群は内外野から離れた。しかし、すべての照明の再点灯に時間を要したため、試合が58分間にわたって中断。さらに、8回裏の終了後に雨脚が再び強まったことから、2度目の中断を経て球審の秋村謙宏から降雨コールドゲームを宣告された（結果は8-8の引き分け）。2リーグ分立以降のNPB一軍公式戦において、鳥の飛来で試合が中断した事例は、この試合で4例目である。
2019年（平成31年）
4月2日の楽天対日本ハム戦から、楽天主催の一・二軍公式戦開催日限定でスタジアム内外を完全にキャッシュレス化。この試合は16:00に始まったが、1回裏の途中から激しい降雪に突如見舞われたため、16:11から22分間中断した末に再開された（試合は3-1で楽天の勝利）。
7月11日には、令和時代および、宮城県内の球場としては初めてフレッシュオールスターゲームを開催した。

##### 「楽天生命パーク」時代
2020年（令和2年）
年頭から日本国内で新型コロナウイルスへの感染が拡大していることに伴って、NPBがレギュラーシーズンの開幕を当初の予定からおよそ3ヶ月延期。当球場では、開幕当初に楽天主催の2カード（対ロッテ戦・対西武戦各6試合）を無観客で実施した。7月15日の対西武戦から、最大5,000名限定で観客の入場を再開（詳細後述）。
7月21日には上記の措置に沿って楽天対オリックスのナイトゲームを催したところ、8回表の途中から濃霧で中断した後にコールドゲームが成立した（試合は10対3でオリックスの勝利）。濃霧によるコールドゲームはNPBの一軍公式戦で20年振り5回目（日本シリーズを含めれば6回目）だが、宮城球場時代にも、1975年4月27日のロッテ対近鉄戦と1977年6月26日の大洋対阪神戦で成立している。
2021年（令和3年）
宮城県内で2月下旬から新型コロナウイルスへの感染が再び拡大していることを背景に、3月18日に宮城県と仙台市が緊急事態宣言を発出したことを受けて感染拡大防止策を強化。楽天主催の一軍公式戦では、日本ハムとの開幕3連戦（3月27 - 29日）を皮切りに、観客の入場を1試合あたり1万5,600人までに制限した。さらに、仙台市内における感染状況の深刻化を背景にまん延防止等重点措置が4月5日から5月5日まで仙台市に適用されることを受けて、当該期間中に予定されている楽天のホームゲーム12試合の前売券の販売を4月5日の21:00で停止。試合が開催される場合には、停止時間までに前売券を購入した観客にのみ入場を認めていたが、この措置が緩和されるまでは当日券を発売しなかった。
上記の条件に沿って5月2日に開催された楽天対ロッテのデーゲームでは、4回表1死1塁の局面でロッテの安田尚憲が放った飛球が、左翼フェンス最上部とネット最下部に生じている隙間へ挟まった。楽天の左翼手・島内宏明がボールの抜き取りに手間取るうちに、一塁走者の中村奨吾が本塁へ生還したものの、審判団は協議によって以上の状況を「ボールデッド」とみなした。このため、中村の生還は認められず、試合は1死2・3塁の局面から再開（公式記録上は安田の二塁打）。三塁に戻された中村は、次打者・角中勝也による二塁ゴロの間に、改めて本塁へ生還している。
なお、この年が東日本大震災の発災から10年目に当たることを背景に、7月17日にはオールスターゲームの第2戦で使用。楽天から5選手が出場した結果、「3番・左翼手」としてスタメンに起用された島内がMVPに選ばれた。
また、7月19日から25日までは2020東京オリンピック野球日本代表の強化合宿、オリンピック開会式後の24日・25日には日本代表の強化試合に使用されている。当球場で開催される楽天関連の試合では、基本として後攻のホームチーム（楽天）が三塁側のダグアウトを使用するが、24日の強化試合第1戦（日本代表対楽天戦）では日本代表が後攻（ホームチーム扱い）ながら一塁側のダグアウトへ入っていた（結果は5対3で楽天が逆転勝利）。
2022年（令和4年）
8月30日に楽天対オリックスのナイトゲームを18:01から開始したところ、日没の直後から場内の至る場所で蛾が大量に飛翔。バックネット、バックネット裏のフェンス、照明設備の近くに張り付いたほか、3回までマウンドや打席の近くでも飛び回るなど、選手の視界を遮っていた。スタンドの観客が屋内へ避難することも相次いでいたが、審判団が試合を中断させるまでには至らず、5回裏に楽天が攻撃を終えた時点で試合が成立した。もっとも、2日後（9月1日）の同カードでは、試合が9回に入ったところで十数羽の鳥が外野方向からグラウンド内へ飛来。主に左翼から中堅のエリアを低空で旋回したばかりか、一部の鳥が内野グラウンドにまで飛んできたため、審判がプレーを一時止める事態に至った。

##### 「楽天モバイルパーク」時代
2023年（令和5年）
8月11日に楽天対オリックスのナイトゲームが18:00から組まれていたが、晴天にもかかわらず、試合の開始時間が急遽19:46にまで繰り下げられた。楽天で前日（10日）までの遠征先（福岡市）から当球場へ向かっていたチーム用具車が、東北自動車道を移動中に、帰省ラッシュと郡山ジャンクション（福島県郡山市）付近での事故に起因する渋滞へ巻き込まれたことによる。この事態を受けて、楽天野球団が5回裏の終了後に予定していた場外での花火の打上げを試合前に繰り上げることなどで対応していたところ、19:00過ぎにチーム用具車が球場へ到着した。試合自体は、楽天の先発投手・岸孝之が108球で9回完封勝利を収めたこともあって、開始から2時間37分後の22:23に終了した。

## 施設概要
陸上自衛隊・霞目飛行場の制限表面による高さ規制が当球場の約半分にかかっているため、構築物やアドバルーンなどの高さが規制されている。

### 球場データ
- 建築面積：13,351.83m2（2012年）
- 延床面積：26,135.04m2（2012年）
- 収容人数：31,272人（過去の収容人員については#球場改修工事にて詳述）※うち車椅子席は総数43席。
- 両翼：100.1m、中堅：122m、左右中間：116m（2013年）
  - 両翼サイズは、2012年時点では日本で建造された球場の中で最長（101.5m）である。2004年までの最長は阪急西宮球場の101m（1992〜2002年）。
  - 2013年から外野フェンス・フィールドの改修で両翼101.5mから100.1m、左・右中間117.0mから116.0m、フェンス高さ2.8m（両翼4.1m）から2.5m、両翼ポール高さ15.0mから16.2mに変更。
- 外野フェンス高：2.8m（中堅から左右中間にかけて） - 4.1m（両翼）、2013年から2.5m、2016年より左中間フェンスのみ1.65m（12球団本拠地最低）
- グラウンド面積：12,800m2（インフィールド面積：10,400m2、ファウルグラウンド面積：2,400m2）
  - インフィールド面積が公表されているのは日本国内では当球場のみである。
- 内外野：天然芝・黒土クレー舗装（2016年）
- 照明設備：鉄塔6基・444灯（バッテリー間：2500ルクス、内野：2000ルクス、外野：1500ルクス）
- ブルペン：三塁側3人分、一塁側2人分。三塁側に限って投球練習を見ることができる（見られない日もある）。一塁側はビジターチームのグッズ運搬トラックが駐車しており、見るのは不可。
- ベンチ：ベンチにあるRECARO社製シートは個別になっており、リクライニング・シートウォーマー付[51]。2022年より、AKRacing製ゲーミングチェアを1塁側・3塁側ダグアウトに合計80席導入した[52]。

#### 2004年以前
- 収容人数：28,000人（内野：座席13,000人、外野：芝生15,000人）
改修前の座席以外の部分の収容人員の算出は、興行場法に定められた観客1人当たりの面積によってなされている。しかしながら同法における算出は1人当たり約0.3㎡と現実的ではない面積であり実態に適さないとの判断から改修後は算出面積の約60%で算出しており、その分が減員につながっている。
- 両翼：91.44m、中堅：121.92m
- 外野フェンス高：2.5m（ラバー1.8m＋金網0.7m）　左中間1.65m
  - 金網は1990年代に追加されたもので、観客の乱入を防ぐ意味もあった。
- 内野：クレー舗装、外野：天然芝
- スコアボード：得点部チーム名、オーダー表示は手書き、得点表示のみ電球式、一度に12回まで表示可能
アマチュア使用時は、主に得点表示部とボールカウントと打順表示のランプを使用し、選手・審判名は夏の高校選手権と春・秋の東北大会各決勝時に使用。チーム名表記は黒バック白字2文字表示。1998年に行われた全国中学大会では全試合表示した。
- 照明設備：鉄塔6基・444灯（バッテリー間：2500ルクス、内野：2000ルクス、外野 ： 1500ルクス）
1973年に東北野球企業が設置、県に寄付した[53]。
2004年以降に行われた改修においても、照明設備の改修はランプの交換を行う程度にとどまっていたが、2023年シーズンオフにLED照明化の改修を行った[54][53][55]。6基の鉄塔は1973年の設置当初のものを継続使用している[53]。

### フィールド
フェアグラウンドの面積は、NPB球団が本拠地（専用球場）としている球場の中では最大級（公称値において他に上回る可能性があるのは阪神甲子園球場と福岡PayPayドームのみ）である。ただし他のパ・リーグの球場もほぼ同等の広さを持ち、外野フェンスがより高めのところが多いためにパークファクターの数値は毎年それほど低くない。
2004年までは通常規模のファウルグラウンドがあったが、2005年に設置されたフィールドシートのおかげで当時の他の本拠地球場では類を見ないほどの狭さとなり（2009年現在ではダッグアウト前がより狭いMAZDA Zoom-Zoom スタジアム広島や改修されたメットライフドームの方が狭くなっている）、ファウルフライアウトが非常に少なくなっている。
グラウンド拡張の際に内野スタンドの外野方ファウルラインと平行にそのまま削り取ったため、外野フェンスは中堅と両翼の中間辺りから両翼にかけて徐々に高くなるようになっている。

### スタンド
2004年まではバックネット裏のスタンドやダッグアウト部分のみが鉄筋コンクリート製で、他の部分は土盛りであった。2005年からの改修では土盛り部分のスタンドの座席と床面を取り壊したが、土盛りの構造は照明塔とともに内外野ともそのまま残されている。バックネット裏の外周部（2階コンコース部分）や、内野スタンドと外野の両翼側にある上段部は継ぎ足すように鉄筋コンクリート製の建物が造られている。元々のコンコース面積が小さいために拡張後も売店の半数は球場外側にある。
フィールドシート部分はグラウンド面より低く掘り下げられており、出入り口にはそれまで球場外から車椅子席（1998年に増設されたもので現在も一部がそのまま使用されている）やグラウンドへの通路であったものを流用している。
スタンド全体の規模はNPB球団が本拠地（専用球場）としている球場の中では小さい部類であり、収容人員も比較的少ない。ただ、客席と選手が近いことにより観客の声援や野次が聞こえやすく、2006年から2009年まで楽天の指揮を執った野村克也監督は、「そんなに（観客が）入る球場ではないけど、声がよく聞こえるから、敵にとっては甲子園並みにアウェー感があるんじゃないか」と語っている。

### スコアボード
- 楽天参入前

開設当初は得点表示するのみの簡易的なスコアボードであったが、前述の歴史で述べたように1973年、東北野球企業の資金援助により一部電光式の本格的なスコアボードが完成し、2004年まで使用された。
チーム名：手書きでプロ野球のチーム名はアルファベット1文字もしくは2文字で書かれていた（例　ロッテ「O→M」、西武「L」、ヤクルト「YS」、横浜「YB」など。）。高校野球の場合、高校名2文字（宮城県仙台第一高等学校「仙一」、宮城県仙台第二高等学校「仙二」、仙台育英学園高等学校「育英」、東北高等学校「東北」など）で書かれていた。　
オーダー表示：選手名は手書きで守備位置は数字のボード（例　投手「１」、二塁手「４」、左翼手「７」、指名打者「DH」）が入る。また、メンバーの枠に投手枠が無かったので、指名打者制を採用する試合では守備チーム側のDH選手のところに投手のボードを入れていた。高校野球の試合では夏の全国高等学校野球選手権大会宮城県大会の決勝戦を除き、選手のボードは使われない。
審判：手書きで本塁「PL」、一塁「1B」、二塁「2B」、三塁「3B」、左翼「LL」、右翼「RL」で90年代前半まではそれぞれ「主」、「１」、「２」、「３」、「左」、「右」の表記だった。
得点表示：電球式で一度に12回まで表示できる。延長戦で13回以降が行われる時は1回の所にそれまでの得点が表示され、3回の所から始まる。また1イニングで19点まで表示できる。
スコアボード下部分に「カニトップ」が、左右それぞれに「東北電力」と「サンシティ」の広告、中央にシチズン時計が設置されていた。
- 楽天参入後

まず、2004年オフにスコア表示のみ電光掲示式で、ほかは手書きパネル式だった以前のものからLEDを採用した最新鋭の電光掲示式に改められた。選手・チーム名表示はこれまでと同じ横書き。下方には東芝ライテック製の大型スーパーカラービジョンが設けられた。それにより、プレーのリプレイや、各種情報などが表示できる。
打順表のチーム名表示は企業名または地名（「楽天」、「日本ハム」、「広島」など）を使用。スコア表示部分のチーム名は各チームの帽子のマークを表示。ポジションの表記は数字であるが、指名打者は「DH」、投手は「P」と表記される。なお、イニングスコア表示、選手名表示、試合時間は固定式であるが、そのなかでも簡単なアニメーションを表示できる。またバックネット裏にあるサブボードは突貫工事であるため、以前SBO表示のみのものがそのまま使われた。
改修工事の完工直前、NPB側からバックスクリーンがやや狭く投球の視認性が悪いことが指摘されたため、スクリーン両側に遮光板を急遽追加。アサヒビールがスポンサーとなり、同社製品「アサヒスーパードライ」の缶を模した広告スペースが設けられた。またスーパーカラービジョン下部には東芝のロゴが設置されていたが、こちらも視認性の問題から、急遽ビジョン上部に移設された。
いずれかのイニング終了後に河北新報ニュースがビジョンに表示される。
2005年オフには、1塁側のイーグルスネスト上部に東芝ライテック製スーパーカラービジョンが設置され、インプレー中は楽天の攻撃の場合は選手の顔写真が、ビジターチームの攻撃の場合はビジターチームのロゴマークが表示される。他にも、ボールカウント、打率、本塁打、打点を表示出来ることから、試合中は常に使われている。なおこのボードは1軍試合のみに使用され、ファーム戦や一般利用の場合は使用しない。
バックスクリーンには、メインビジョン下部に広告用ビジョン（ペンタビジョン）が設置された。阪神甲子園球場などに設置のものと同様、以前から同スタジアムでメインスポンサーとなっており、仙台を拠点に拡販するシティ派マンション分譲会社サンシティの広告が掲出されていた。同社は、前述した通り2004年以前からバックスクリーン部に広告を出しており、楽天の東北遠征時にも「サンシティみちのくシリーズ」と銘打たれるメインスポンサーであった。なお、現在は楽天生命保険の広告が掲出されている。
2006年オフには、バックネット裏に試合の展開に応じて様々な文字・画像情報を提供する横幅94.08mのLEDの電光表示装置「オーロラリボン」（三菱電機製）を、日本の野球場では初めて設置した。（のちにQVCマリンや甲子園にも使用された。）
2007年オフには、前年バックネット裏に設置された「オーロラリボン」をレフト・ライト両ウィング上方に増設した。
2008年オフに、バックネット裏の広告スペースが改修当初の回転幕式から、T字型の三菱電機製「オーロラビジョン」に入れ替えられた。これによって試合進行中に広告スペースとして使用する他、試合前後やイニング間には各種情報を表示できるようになった。フィールドレベルに映像装置が導入されたのは、国内の野球場では初のケースである。
2009年オフには、右中間寄りにあった遮光板（前掲）の位置に、三菱電機製「オーロラビジョン」が設置された。幅20.64m、高さ16.32m、1036インチ、面積336.8m²で、スコアボードのスーパーカラービジョンの約7倍の表示面積を有し、日本の屋外球場に設置されている映像装置としては最大級である。
この映像装置にも設備命名型広告が適用され、前年まで設置されていた遮光板のスポンサーであった創造電力が命名権を取得し「創造電力ビジョン」と命名された。これによって、打者は、打率、得点圏打率、出塁率、長打率、打点、本塁打、得点が表示されるようになった。今までは一般的に、打率と打点、本塁打のみ表示する球場しかなかったがインプレー中に表示するのは、日本のプロ野球本拠地では唯一である。
また投手は登板数、勝ち数、負け数、セーブ、投球回、ホールド、奪三振、防御率、投球数（2010年のみ）が表示されるようになった。これも、打者と同じくすべてをインプレ―中に表示するのは日本で唯一である。

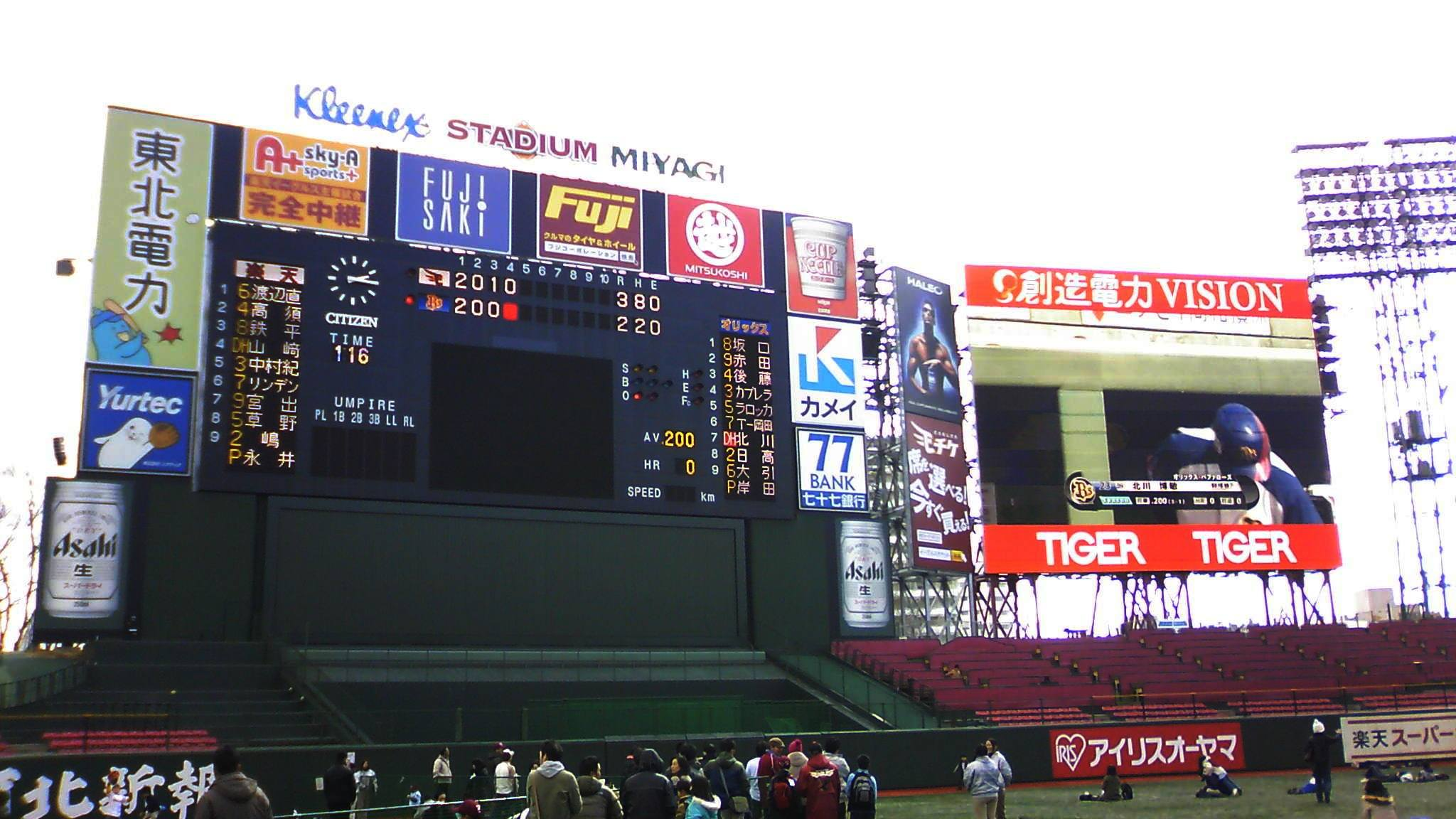
2010年シーズンから導入された大型ビジョン (2010年3月22日)

2010年オフは、スコアボード、サブスコアボードのカウント表示部が、従来の「SBO（上からストライク・ボール・アウト）」順から、国際ルールに則った「BSO」順に改修された。これは2010年シーズンからプロ本拠地などで採用されているもので、同年から横浜スタジアムやMAZDA Zoom-Zoom スタジアム広島などがこの表示順を踏襲している。改修ではないが、2010年シーズンまでは試合時間を表示していたが、2011年シーズンは表示しなかった。
2011年、打順表における楽天のチーム名表記を楽天のロゴマークに変更。
2013年5月、打順表のチーム名表記をアルファベット表記（「EAGLES」「GIANTS」など）に変更。
2013年より、夏季の「TOHOKU GREEN」の企画中のみ、スコア・選手名の表記を緑色としている。
2016年より、パナソニック製の全面LED表示式スコアボードを導入。最上部に大時計（デジタル表示）、スコア、カウント・ジャッジ、スピードガンが並び、その下に自由表示スペースを挟んで両軍打順を横書きで表示（イニングは基本9回。10回以後はプロ・アマチュアとも1回から書き直し）、スコア下には広告が入る。なお高校野球使用時にはレイアウトが大きく変わり、最上段はスコア、カウント・ジャッジが入り、その下は大時計・審判表示を挟んで両軍打順を縦書きで表示する。

### トラッキングシステム
楽天Koboスタジアム宮城時代の2014年からは、日本の野球場では初めて「Trackman」と呼ばれるドップラー・レーダー式計測システムを楽天野球団が導入。同球団が主催するNPBの公式戦全試合を対象に、登板した投手が投じたボールの回転数や、打者が放った打球の飛距離・速度・軌道を計測している。打球に関する計測データについては、2016年から前述のLEDビジョンへ表示させているほか、テレビ・ラジオの中継にも提供している。
Koboパーク宮城時代の2017年5月27日に催された対西武戦では、楽天のカルロス・ペゲーロが4回裏2死満塁で迎えた第2打席で西武のフランク・ガルセスから放った場外本塁打で、Trackman導入後最長の飛距離（推定153.1メートル）を計測。打球の速度も、設置後最速の時速189.5キロメートルに達した。

### 球場使用料
当球場の使用料は、他球団と比べて比較的安価で年間約7000万円であることが横浜ベイスターズ身売り問題を取り上げた報道ステーション中で公表された。これは自前の球場を持つ阪神の甲子園球場と西武の西武ドームを除いた10球団の中では一番安価である。または約90億円を投資して改修工事を行い、それを宮城県に寄付する形でその見返りとして無形固定資産として使用権、営業権を楽天野球団が所持している。その結果、自前球場と比べると固定資産税の負担がなく、税制上もランニングコストも低く抑えることができ、スタジアムから、販売戦略に乗った入場料収入、広告看板を利用するスポンサーシップ収入、直営ショップによるグッズ販売収入、飲食、テナント収入を効率よく上げることができた。また、一般向けには時間帯によっては4時間で10000円を切る時間帯も存在する（同じくパリーグの福岡PayPayドームの最低価格は2時間で約26万円つまり同じ条件では52万円）。このように、他球場に比べ球団も一般も安く利用することができる。

## 球場改修工事

### 楽天参入時の大規模改修（2004年-2006年）

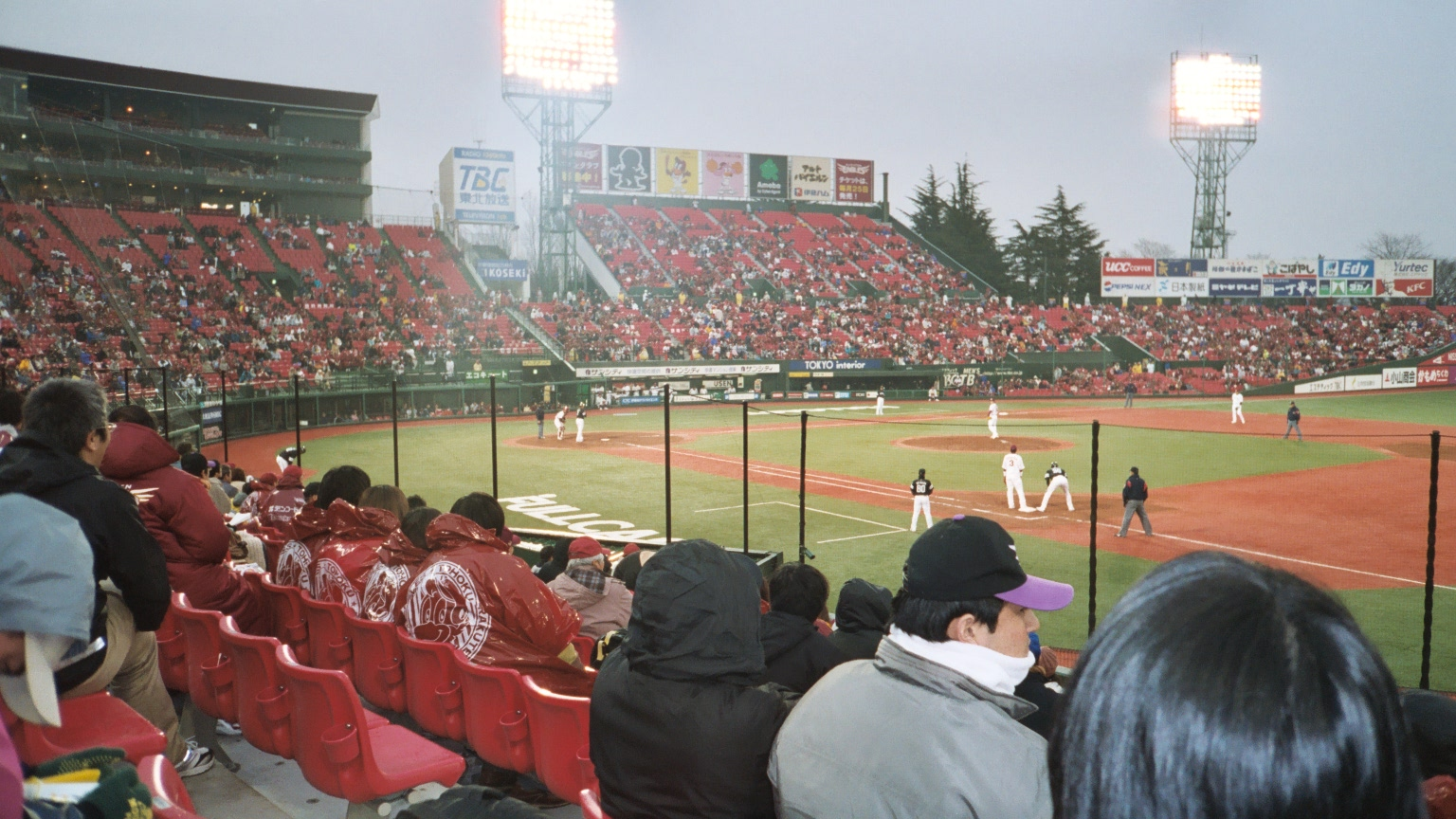
内野スタンドが増築された第2期改修後のスタンド内（2006年4月2日）

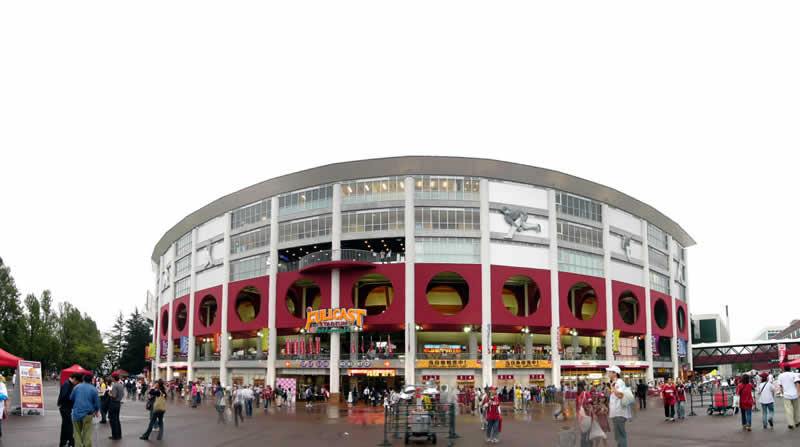
「ボールパーク養成ギプス」が5階建てとなった第2期改修後のバックネット裏スタンド外観（2006年9月18日）

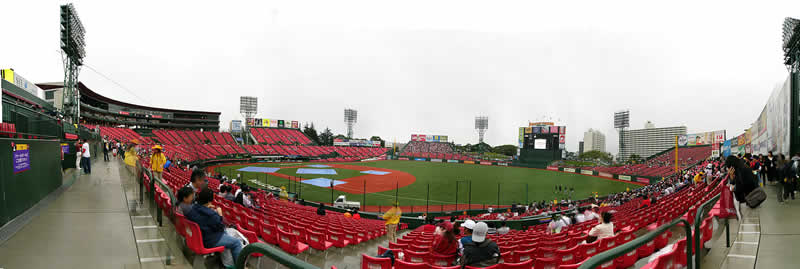
第2期改修後のスタンド内全景。左端がラウンジ等を内包する「イーグルスネスト」（2006年9月18日）

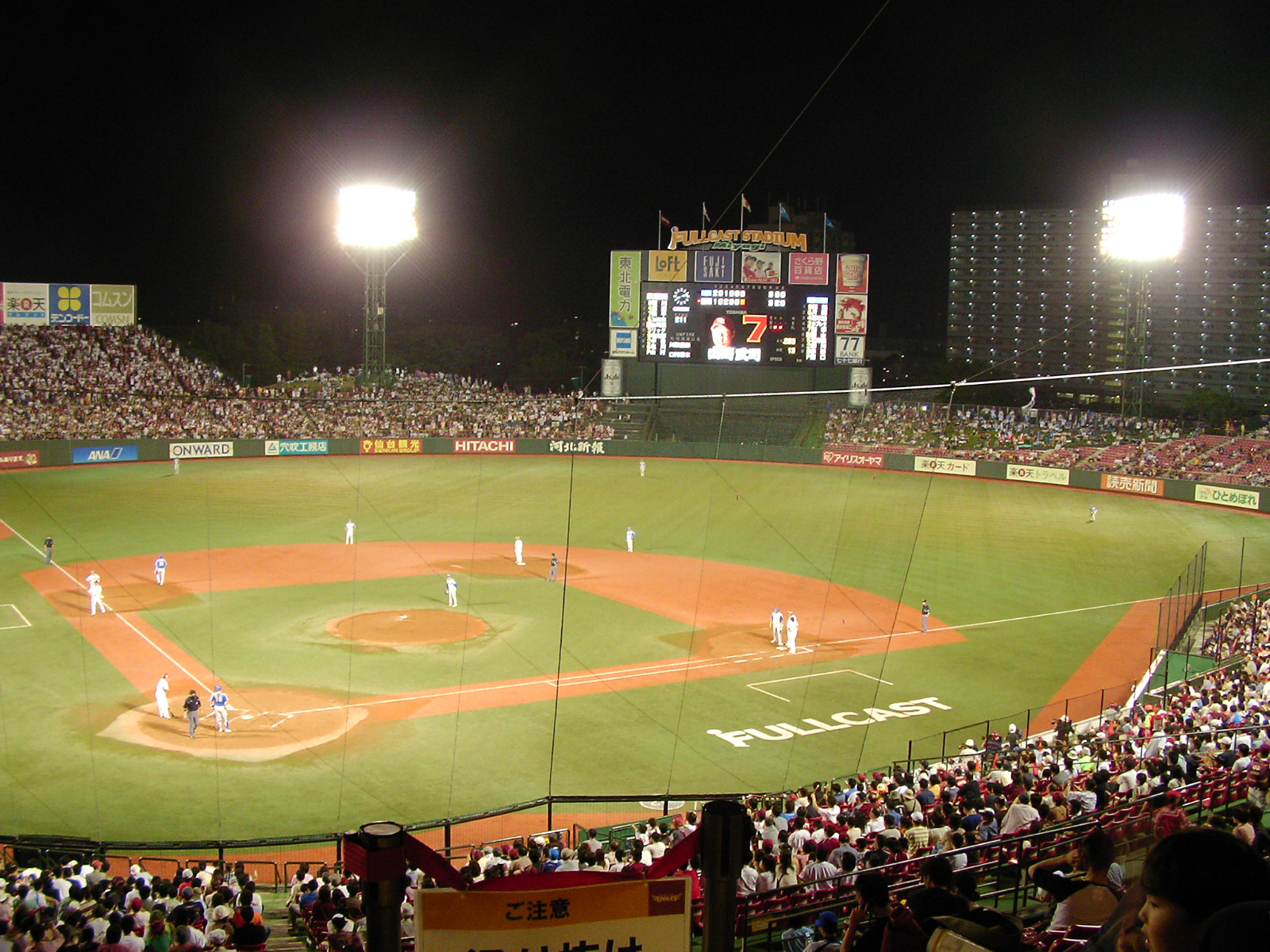
ナイトゲームの模様（2006年7月撮影）

新規参入球団の仙台進出計画に呼応するように、宮城県は2004年10月に県立都市公園条例を改正し、宮城野原総合運動場内で球場に隣接する宮城陸上競技場（現仙台市陸上競技場）の補助グラウンド（宮城陸上補助競技場）を条例上の運動施設から削除する事務調整を行った。
都市公園法上の規定で、公園内の運動施設は総面積の50%未満と定められている。しかし、総合運動場は同法が施行された1956年以前からこれを上回る約52%となっていた。これでは仮に球場を拡張した場合には規定を充足できなくなるので、県の条例を改正して敷地面積が18,000m2ある補助競技場を「運動施設」から削除し、総合運動場内の運動施設総面積を削減した。宮城陸上競技場はこれまで日本陸上競技連盟公認の第1種陸上競技場で、補助グラウンドの設置が必要となっていたが、2001年、市北郊の利府町に宮城スタジアムが完成したのに伴って補助グラウンドが不要な第3種に格下げしているので、規定上の問題がなくなった。これにより、最大14,000m2まで球場を拡張することが可能となり、ライブドア、楽天の両者が順次明らかにした宮城球場の改修計画に対応できることとなった。
そして楽天の参入決定に伴い、宮城球場の改修工事が行われることとなり、同時に宮城球場の運営管理についても県の外郭団体である宮城県スポーツ振興財団から楽天野球団に移管した。球場改修工事の工期は2004年秋から2005年春にかけてと、2005年秋から2006年春にかけての2期に分けて行われ、現在にいたる外観や設備が形成された。

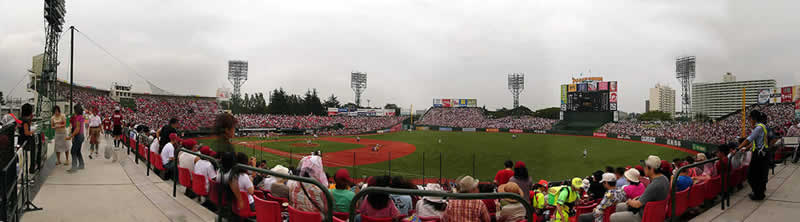
第1期改修後のスタンド内（2005年9月11日）

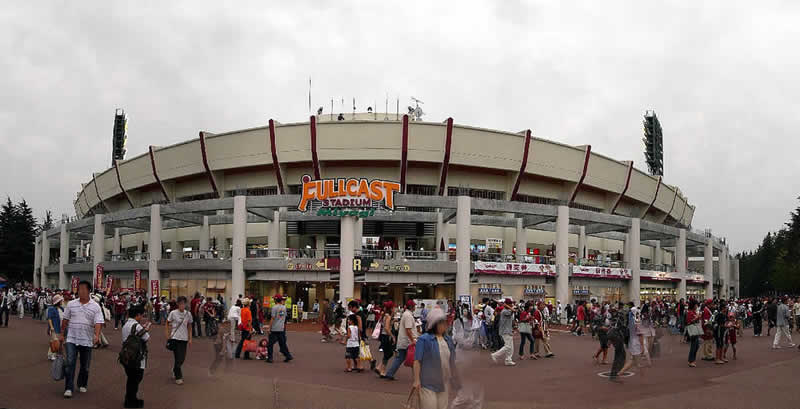
外周に「ボールパーク養成ギプス」が造られた第1期改修後のバックネット裏スタンド外観（2005年9月11日）

第1期（2005年3月完成）
- グラウンド
拡張した上で全面ロングパイル人工芝とした。当初は改修前と同様、内野は土、外野は天然芝を維持する予定だったが、気候や芝生の管理の関係から切り替えられた。
- 客席
バックネット裏スタンドの全ての椅子をこれまでよりも大きなサイズに取り替えた。
バックネット裏スタンド前方には日本球界初の「砂被り席」を設置した。規定（ホームベースより60ft≒18.3m）より広いファウルゾーン部分を利用して半地下式とし、グラウンドと全く同じ視点で観戦できるようにしている。この砂被り席は、基本的にはチームのスポンサー企業ならびに関係者専用となり、一般販売は行われていない。ただし一般ファン用にもオークション等で若干数を座席設定しているという。
内野スタンドは床を作り直したほか、椅子をこれまでの背もたれなしの長椅子式から背もたれありの個別式に改めた。
ファウルゾーンにあったブルペンの箇所には、フィールドシートを設置。ファウルライン寸前まで客席をせり出させ、より臨場感あふれるスタイルに改めた。しかしフェンスが前にあって観にくいと不評の声もある。
外野席は全て芝生席であったが、新たに椅子席を設置した。鷲が翼を広げたような形に似ているところから「ウイング席」と呼ばれるようになる。ただ、現在はあまり「ウイング席」と呼ばれなくなった。バックスクリーンから左右中間部分にはこれまでの芝生エリアを残した。
レフト側芝生エリア後方には「楽天山」と呼ばれる小高い丘のようなエリアが設けられた。尚この際、外野席の芝生部分には、改修前に外野のフィールドで使用していた芝の一部も移植されている。
以上の改修により、収容人員はこれまでの28,000人から20,000人に改められた。
改修工事の完工直前、バックスクリーンがやや狭く投球の視認性が悪いことがNPB側から指摘されたため、スクリーン両側に遮光板を急遽追加。アサヒビールがスポンサーとなり、同社製品「アサヒスーパードライ」の缶を模した広告スペースが設けられた。またスーパーカラービジョン下部には東芝のロゴが設置されていたが、こちらも視認性の問題から急遽ビジョン上部に移設された。
- その他
バックネット裏スタンドの外周部分にはロッカールーム等の球団関係者専用室、球団のグッズショップ等が設けられ、売店も増設された。球団は「ボールパーク養成ギプス」と名付けた。
ブルペンはダッグアウト後方に移設された。このブルペンは3塁側に限って球場の外からも見ることができ、試合時には投球練習を見ることも可能。ただし見られない日もある。

第2期（2006年3月完成）
- 客席
バックネット裏スタンドの外周部分「ボールパーク養成ギプス」を2階建てから5階建てに拡張。3 - 5階には屋根付き席「クラブシート」を設置。3階にはフードコートが設けられ、気軽に飲食を楽しみながら観戦できるスペースを提供。4階には8名程度が入れる完全個室型の「ロイヤルボックス」14室が設けられた。5階には中央部にテレビ/ラジオ中継用の放送席ならびに記者席が設けられ、三塁側には会員制のプレミアムラウンジが設けられた。
3塁側内野席の上段にスタンドを増設し1800席を設置した。一塁側内野席の後方には5人1組で利用可能なボックス席「ボックスシート5」が設けられた。
以上の改修により、収容人員が前年の20,000人から23,000人に増えた。
- その他
1塁側「ボックスシート5」後方に最大300人を収容できるガラス張りの大型ラウンジ「イーグルスネスト」を設置。この名称は「鷲の巣」を意味する。空調の整った室内で快適な観戦が可能。各種飲食物も取り扱っている。ただし、利用できるのは年間席ホルダーやバックネット裏やフィールドシートなどの席の購入者や、ファンクラブの「ブースタークラブ」（ファンクラブの組織で、最も会費が高い）会員に限られる。また、試合のない日は結婚式を含めた各種パーティ等を行うことが出来る。
球場外1塁側内野席後方にはクラブハウスと50m四方の室内練習場を新設。クラブハウスと球場とは連絡通路で直結。
楽天野球団の島田亨オーナーによると客席を当初の予定だった28,000人収容から23,000人に減らした分、特別感を楽しめる内容の改修にしたという。また、女性トイレの設置増やオムツ換えベッドの全てのトイレへの設置、授乳室4箇所の設置、全階層への多目的トイレやオストメイトの設置などを実施した。
使用するベンチや応援席などの配置は3塁側をホーム・楽天、1塁側をビジターチームとする。2007年4月24日に開催された「巨人対横浜」でもホームチームである巨人が3塁側を使用していた。その他、球場のフェンス広告もこれまでの白色1色だけのものからスタンド広告と同じカラー広告を多く配することとなった。このカラー広告フェンスはかつて大阪スタヂアム（1979年まで）、日本生命球場（1997年の閉鎖まで）、藤井寺球場（1983年まで）、平和台野球場（1970年代から80年代前半ごろ）でも採用されたことがある。

### 2007年-2011年の改修
この期間は比較的小規模の改修を行っている。
2007年
ベンチにシートヒーター内蔵型の防水本皮シートを取り入れた。ドイツのレカロ製で、野球場で採用されたのは世界初である。
またスコアボードに隣接する右中間側に、巨大な遮光板が新設された。楽天が使用する三塁側ダッグアウトは南西側を向いており、特にデーゲームや薄暮の際に右翼側からの直射日光を受けやすいという事情があり、選手側からの要望で防眩のため設置された。広告スペースとして活用され、2007年から2年間は東新住建グループ、2009年からは創造電力がスポンサーとなった。
2008年
右翼スタンドのうち右中間部分の芝生席を廃止し、新たに約400人収容の外野グループシート（5人掛け）を新設した。宮城県と楽天野球団は同年2月20日付で「宮城球場設備命名型広告基本協定書」を締結、球場内の設備にも施設命名権を導入することになった。このグループシートはその適用第1号となり、コンビニエンスストア大手のローソンが2年契約で命名権を取得。同社店舗に設置されているオンライン端末に因んで「Loppiグループシート5」と命名され、グループ5のチケットはローソンチケット限定での取り扱いとなった。これによる収容人数の減少と概数から実数への変更で、収容人数は23,000人から22,187人となった。
グラウンドの人工芝の全面張替えを行い、左中間・右中間にそれぞれ1箇所、楽天グループのシンボルマーク（R）が白色で塗色された。張替えの理由は県・球団の公式発表においては「経年劣化のため」とされたが、これとは別に楽天の球団非公認マスコット「Mr.カラスコ」のストーリーの一環として「カラスコの度重なるグラウンド乱入によって、人工芝が傷ついたため」とも発表している。この人工芝の張替えによって打球が高く弾むようになり、エンタイトルツーベースの数が激増した。
スタジアム名変更に伴い、入り口およびスコアボード上部に設置されていた「フルキャストスタジアム宮城」のロゴを撤去。新しく「クリネックススタジアム宮城」のロゴを設置した。
2009年
バックネット裏の前部を改修。従来は露天だった砂被り席の上にも座席を作り、既設置の砂被り席と併せて年間シートエリア「プレステージゾーン」とし、座席をフルクッションシートにグレードアップさせた。このゾーンには設備命名型広告が適用され、青葉区に製造拠点（宮城峡蒸溜所）を保有するニッカウヰスキーが2年契約で命名権を取得し「ニッカウヰスキー・プレステージ」と命名された。エリア内にはプレステージゾーンチケット保有者が自由に使えるバーラウンジ「ニッカ・プレステージバー宮城峡」がオープン。各種食事、飲み物がビュッフェ形式で用意されている。また一塁側と三塁側を行き来することが可能になり、メインスタンド部の回遊性・利便性が改善された。この改修により、収容人数は前年比89人減の22,098人となった。
前述しているが、遮光板の設置個所にオーロラビジョンを設置する改修工事を行った。
2010年
右翼スタンドのグループシート5（ローソンは命名権契約を更新せず、座席名称から「Loppi」を削除）の隣接部にペアシート316席（158組）とトリプルシート75席（25組）を新設。また左翼スタンドの「楽天山」は雨天時に足許が滑りやすくなるため、天然芝を撤去して全面ラバーチップに張り替え、足場の安定を確保した。この改修により、収容人数は前年比928人増の23,026人となった。
なお同年オフにはこの他、左翼スタンドを改修して1,500席程度の増席を予定していたが、観客動員数が伸び悩んだという事情などから着手は見送られた。また開幕前の2011年3月11日に東日本大震災が発生し、場内の設備が一部損傷する被害を受けたため同年4月中旬まで応急の復旧工事を実施した。
2011年
シーズン終了後、震災による損傷箇所の全面的な補修が行われた。
また外野スタンド右中間側のグループシート5は、新たにセブンアンドアイホールディングスとセブン-イレブンジャパンが設備命名型広告の権利を取得し「セブン-イレブン・グループシート5」に、内野の一塁側ボックス席の5人掛けシートはみちのくコカ・コーラボトリングが同様に広告権を取得し「コカコーラ・ボックスシート5」となった。

### 収容人員拡張とボールパーク化の推進（2012 - 2018年）
当球場の収容能力については、楽天が球界への参入を表明した際に専用球場としての当球場の収容能力について「当面23,000人規模で運営した後に、28,000～30,000人規模にまで段階的に改修する」という公約を2004年秋に提示していたが、規定上30,000人以上の収容能力を求められるNPBの主催試合（オールスターゲームや日本シリーズ）を当球場で開催することについては、運営面や収益面などで支障が生じることが長年にわたって懸念されてきた。楽天参入前は当球場の収容陣人が28,000人と公称されていたが、観客席構造の見直しにより20,000人まで縮小、翌年の改修で23,000人規模まで拡張したものの、それ以上のさらなる拡張は困難を極めた。
その理由として、宮城野原公園総合運動場内の運動施設の総面積が都市公園法で規定された「50%以下」の規定ぎりぎりの49.6%となっていることが挙げられる。公園内に所在する各施設は利用者が多く、競技団体などからも施設の存続を強く要望されており、また近隣地区への移転新築も財政難等で難しいことなどから、これ以上公園内の施設を廃止するのは事実上困難である上、公園内の施設は宮城県所有だけでなく仙台市が所有する施設もあり、施設ごとの所有者・管理者の権限も錯綜していた。
この問題を克服するため、楽天では都市公園法第7条第1項第6号の「競技会（中略）のため設けられる仮設工作物」として3ヶ月以内の占用が認められる仮設スタンドの設置を繰り返すなどして28,000人規模の収容人員を確保、2016年からは「公園席」として工作物を置かないエリアを観客席（芝生席）と見なすことで30,508人の収容人員を確保した。

#### 経緯
当球場では2005年以降、楽天の対戦カードや予告先発投手などによって、公式戦のチケットが早々に売り切れる事態が頻発。2009年のシーズン終盤には、楽天が球団初のクライマックス・シリーズ進出をめぐって熾烈な戦いを展開した影響で、チケットの入手が困難になる事態を引き起こした。結局、楽天は球団史上初のシーズン2位でCSへ初進出を決め、楽天球団として、また新装となった現在の球場としても初めてのポストシーズンゲームとして、ソフトバンクとのファーストステージ全試合を開催した。プレーオフが当球場で開催されたのは1977年に、後期優勝したロッテが阪急（前期優勝）と対戦して以来22年ぶり3回目である。
この年は楽天が日本シリーズに進出した場合も当球場を使用することが内定していたが、札幌ドーム（収容人数約43,000人）で開催のファイナルステージ（対日本ハム戦）で敗退したため実現には至らなかったが、NPBでは、CSファイナルステージの開催期間中に、当球場で日本シリーズを開催した場合の収益の試算を発表。札幌ドームで開催した場合に比べて、NPBが入場料収入から得られる1試合あたりの収益が1億円ほど下回ることを指摘していた。この指摘に対して、楽天側は「1席あたりの料金を引き上げることで、札幌ドームで見込める収益に追い付かせる」と回答している。
日本シリーズ終了後の11月11日に開催されたプロ野球実行委員会では、NPBが楽天に対して、当時22,098人まで収容できた観客席を6,000席分増設することを要望。同席していた巨人の清武英利球団代表が「NPBの収益や球団・選手の分配金が減るのは問題」と話すなど、楽天以外の球団の代表者からも楽天に改善を求める意見が寄せられた。しかし、楽天を代表して出席していた井上智治オーナー代行は、「仙台では22,000人ぐらいがちょうどいい。都市ごとに適切なキャパシティがある。席を増やさなくても、値段を上げる手もあるし、やり方はいろいろある。（NPBからの要望については球団で）検討するが、『絶対にやらなきゃいけない』とは思っていない」と発言し、大規模な増席に否定的な見解を示した。
11月18日のオーナー会議では、前述の増席問題が議題に上らなかったものの会議後に巨人の滝鼻卓雄オーナーが楽天の球界参入時の改修計画に言及している。「『（増席は）現金が300億円あるからすぐできる』と言っていた。約束したのだから実現してもらわないと（いけない）」という苦言を呈したうえで、楽天側による入場料の値上げ案についても「（増席に伴うコストの負担を）ファンへ押し付けるのはひどい」と批判した。これに対して、楽天の島田亨オーナーは、「『（参入時の計画で）実現する』と約束したのは23,000席で、28,000席はあくまでも努力目標。論拠はなく法的拘束力もない。1,000席分は対応するが、やみくもな増席は経営を圧迫する」との反論を展開している。
12月7日のプロ野球実行委員会では、前述の増席問題について再び審議を開始した。NPB側から楽天側に対して、再度6,000席もの増席要望が出された。下田邦夫コミッショナー事務局長（いずれも当時）は楽天が球界への参入審査の際にNPB側へ提出した資料を基に、「28,000席という約束があった」として改めて増席の早期実現を要求。井上オーナー代行は、2009年度オフシーズンの改修で外野席を1,000席分を増やす方針を示す一方で、今後の増席については「NPB主催試合の開催が前提ではないが、段階的に状況を見ながら前向きに検討したい」と回答するにとどめた。増席よりも入場料の値上げを優先する楽天の試案については、かつて当球場を本拠地同然で使用していたロッテオリオンズが収容人員が3万人未満であることなどの問題からパ・リーグを制した1974年に日本シリーズを当球場で開催できなかったことを踏まえて、一部の球界関係者から「このまま座席を増やさなければ、仙台で日本シリーズが再び開催できない事態になりかねない」との危惧が示されていた。
その一方で、プロスポーツの経営に詳しい大坪正則教授（帝京大学）が2009年時点における楽天の年間観客動員数（120.3万人）と仙台市の人口（100.7万人）を根拠に、「当球場の観客動員に対する仙台市の人口比は1.19倍で、専用球場のある日本国内の都市の平均よりやや低い」と指摘していた。球場の収容能力問題については、「イーグルスが2万3000席の現状維持に固執すると、リーグ優勝を念頭に置いていない球団、消極的な球団とファンが見なしかねない。（中略）しかし、人口比1.2倍の観客数と73％の観客席占拠率を勘案すると、2万3000席から2万8000席に増やす経済的必要性はない。現行の2万3000席が平均して90％以上埋まるようになってからでも遅くはない、と考えることもできる。また、観客席数を増やす金があるなら、その金を選手に投資して戦力強化を図るほうが大事と指摘する声もある。筆者も、先に席数を増やすよりも、チームの戦力を強化し常時優勝争いをするようになり、観客動員数が増えてから席数を増やすのが順序のような気がする」と主張していた。
楽天は2010年シーズン前の改修で当球場の観客席を約900席、増設し、その結果、当球場の収容人数は23,026人にまで増えた。その一方で同年4月20日には「楽天グループお客様感謝デー」と銘打って東京ドームで初の主催公式戦（対ロッテ戦）を開催。球団側の発表で、40,421人もの観客動員を記録した。この結果、楽天の三木谷浩史球団会長は、2011年以降も東京ドームでの主催試合の開催継続を示唆。実際に、「楽天グループデー お客様感謝祭」として、東京ドームで毎年1試合の公式戦を開催している（2011年：対ソフトバンク戦、2012年：対ロッテ戦、2013年：対日本ハム戦）。2010年当時の一部報道では、当球場の問題が解決できなかった場合、前述のロッテのケースと同様に仙台での日本シリーズ開催を断念し、東京ドームで開催する為の布石ではないかとの憶測も報じられた。その一方で、当球場については、2011年のシーズン前に左翼スタンドの改修を計画。1,500席程度の増席を予定していた。しかし、シーズン6位で観客動員数が伸び悩んだことなどから、10月上旬までに県へ提出する予定だった改修申請を見送った。この時点では、球団関係者が「2011年シーズンに観客数が増えたら（増席を）再検討したい」と話していた。
このような楽天側の姿勢について、NPBの加藤良三コミッショナー（当時）は12月28日の総括会見で、「プロ球団がどういうサイズの球場を持つかは非常に大事。楽天（当球場）と横浜（収容人数が3万人以上ながらセ・リーグ球団の専用球場では最少の横浜スタジアム）で日本シリーズをやったら、どれだけ観客が入るのか。日本シリーズをやる球場（の収容人数）は3万席が最低（必要）だと思う」という見解を披露。楽天側が計画していた入場料の値上げについても、「客席が少ないと座席料を高くするしかないが、今の経済状況で料金を上げるのは難しい」と否定した。これに対して、楽天の島田オーナーは、12月29日の総括会見で「（レギュラーシーズン中の観衆が）常に満員となれば増やす価値はあるが、慎重に考えないといけない。日本シリーズのためだけに増やすのは経営判断として違う」と反論し、増席に慎重な姿勢を改めて示した。

#### 2012年オフシーズン
東日本大震災からの復旧を優先すべく前年から中断していた「ボールパーク構想」下での計画を再開するとともに、収容人員の拡張へ本格的に取り組み始めた。
まず、外野フェンスの改装と新設を実施。2004年の工事でフィールドを拡大した影響でホームランが出にくくなったことを背景に、フェアグラウンドのうち、両翼を従来から1.4メートル、左中間と右中間の最深部を1.4メートル縮小した。このため、ホームから両翼までの距離は100.1メートル、左中間・右中間の最深部までの距離は116メートルに変わった。また、縮小した分だけ外野フェンスをフェアグラウンド側へせり出したうえで、せり出したフェンスと外野スタンドの間のエリア（いわゆる「ラッキーゾーン」）を公募によって「Eウイング」と命名。レフト側にカウンターテーブル付きのペアシートを23脚（全46席）、ライト側にテーブル付きの4人掛けシートを11脚（全44席）設置した。「コカ・コーラボックスシート5」（1塁側の内野スタンド上段に設置している5人掛けのボックス席エリア）についても、エリアの大幅な拡張や「パーティーデッキ」（団体観戦用デッキ）の新設と並行させる格好で、ボックス席を45脚増設。この増設によって、エリア内の最大収容人数を、120人から345人に増やしている。これにより収容人員は約400人強増えて23,451人（2012年までは23,026人）となった。
その一方で、外野スタンドの最前列にあった金網を撤廃するとともに内野席の防球ネットを「ダイニーマネット」（ヤンキースタジアムやセーフコフィールドにも導入されている東洋紡製のワイヤーネット）へ張り替えた。さらに、新たに設けられた外野フェンスにはMLB全30球団のうち、17球団の本拠地球場で採用されている「Skydexウォールパッド」（クッション性と激突時の衝撃の吸収性に優れたPromats Athletics社製のラバー素材）を導入した。

#### 2013年シーズン
2013年シーズンは、レギュラーシーズンの開幕直後から首位の座を堅持。当スタジアムでも「盆休みシリーズ」として8月9日から開催したソフトバンクとの3連戦で、全試合のチケットが完売した。このような盛況を受けて、同月12日には、同年9月以降の主催試合での使用とシーズン終了後の解体を前提に仮設スタンドの設置を発表。3塁側に936席、レフト側の「楽天山」の後方に1249席（合計で2185席）もの観客席を急遽仮設したため、9月以後の収容人員は25,651人にまで増加した。この時点では、楽天がCSに進出した場合にさらなる増席を予定していたほか、2014年度以後の増席については2013年のシーズン終了後に改めて検討するものとされていた。3塁側仮設席は9月3日の西武戦から、レフト側仮設席は同月13日のオリックス戦から運用を開始した。同月13日の試合前には、3塁側仮設席の愛称を「蔵王」、レフト側仮設席の愛称を「栗駒」（いずれも宮城県内の山岳名に由来）と発表している。
さらに、リーグ優勝とクライマックスシリーズ進出決定を受けて日本シリーズ進出時に28,120人収容となるようにするために、10月に段階を追って仮設席の増築が決定した。
- 第1段階 10月3日からレギュラーシーズン最終日まで 217席増席（収容人員25,868人）
  - 内訳 レフトポール際の臨時席60、レフトポール際の臨時席上段72、ライトポール際の臨時席60、外野指定席25（レギュラーシーズン中は当日券のみ発売）
- 第2段階 10月17日からのクライマックスシリーズ・ファイナルステージ開催期間 さらに1,097席増席（収容人員26,965人）
  - 内訳 座席224（1塁側ウッドデッキ臨時席・3階コンコース臨時席・内野3塁側コンコース臨時席・外野ライトビジョン下臨時席）、立見席873（1塁側ウッドデッキ立ち見自由席、3塁側コンコース立ち見指定席、内野3塁側コンコース立ち見自由席、内野3塁側上段立ち見自由席）
- 第3段階 （クライマックスシリーズ・ファイナルステージを突破した場合）10月26日から（11月3日まで）の日本シリーズ開催期間 さらに1,155席増席（収容人員28,120人）
  - 内訳 全て立ち見（3階コンコース立ち見自由席、外野ライト自由席）

このように短期間で増席を重ねた結果、前身の宮城球場時代を含めても初めてとなる日本シリーズ第1戦（2013年10月26日）では、当時の最多記録となる25,209人もの観客を集めた。なお、球団初の日本一達成がかかった第6戦（同年11月2日）では、開場以来最多となる25,271人もの観客動員を記録。さらに、スタジアムの外周で開催したパブリックビューイング（PV）にも1万人以上の観衆が集まって身動きが取れない状況に至ったため、5回裏からは球団サイドでスタジアムのある公園敷地への入場制限措置を講じた。翌3日の第7戦では、PVの会場を急遽、スタジアムに隣接する仙台市陸上競技場へ変更。この試合で楽天が日本シリーズ初制覇を決めたものの、スタジアムへの観客動員は25,249人で、前日達成の最多記録をわずかに下回った。
上記の仮設席については、鉄パイプが剥き出しになった構造による視覚的な不安から「崩壊の危機」を煽る記事も出たが、長野オリンピックスタジアムなどのスポーツイベントでの運用で安全性が保障されていた。しかし当球場では、楽天の好機に仮設席から大勢のファンが起立して応援することで、仮設スタンド全体に振動が生じていた。この現象や、仮設スタンドによる増席の影響でビジター球団側（一塁側およびライト側）の常設観客席における収容人数が相対的に少なくなったことについては、一部のファンから批判の声が上がっていた。

#### 2013年-2014年
都市公園法の仮設工作物占用の規定に沿って、2013年の日本シリーズ終了直後に「栗駒」を除く全ての仮設スタンドを撤去した。この時点では、「蔵王」の跡地に仮設スタンドを再度建築することを前提に、2014年シーズンに立ち見席を除く観客席の最大収容人数を約26,000席と見込んでいた。
楽天野球団では最大収容人数を28,000人超にまで増やすべく、2014年1月17日に総額約20億円・2期にわたる常設スタンドの建築計画を発表。3月から公式戦開幕直前までの第1期工事で、1,509人収容の「楽天山観覧席」を「楽天山」の後方に新設した（ただし、2015年10月1日付け河北新報ではこの楽天山観覧席を、2013年の「栗駒」スタンド時代と同じ鉄骨製であることから「仮設席」とする説明がされている）。さらに、公式戦期間中の2014年4月から始まった第2期工事で、カウンター付きの座席・テーブル付きの座席・ボックスシート・パーティーデッキ・立ち見席を備えた3,019人収容の常設スタンドを「蔵王」の跡地に建設。スタンドの内訳は以下の通りで、2014年8月30日の対ソフトバンク戦から運用を開始した。また、外野寄りにある「バイバースタンド」付近には、縦6m×横35mの大型LEDビジョンが9月から設置された。
- 総収容人員3019人
  - 内野3塁側スタンド 1462人
    - カウンターシート 224人
    - プレミアムシート 651人
    - ボックスシート6（6人掛け） 合計48人（8組）
    - ボックスシート7（7人掛け） 合計70人（10組）
    - スカイデッキA（テーブル付き立ち見デッキ席）50人
    - スカイデッキB（テーブル付き立ち見デッキ席）50人
    - スタンディング25 270人
    - スタンディング50 75人
    - 立見席 24人

  - バイバースタンド（ポール際） 1509人
    - バイバーシート（座面跳ね上げ式一般席）1371人
    - バイバーリビング4（4人掛け） 合計32人（8組）
    - バイバーリビング5（5人掛け） 合計20人（4組）
    - バイバーリビング7（7人掛け） 合計56人（8組）
    - 立見席 30人

  - コンコース立見席 48人

照明塔の一部の支柱にまたがる、いわゆる見切れという格好で増設した座席では、グラウンドへの視界が支柱で遮られることから、47インチのテレビモニターを支柱に設置。ボックス席の一部にも小型モニターを付けている。
以上の常設席の増設について、楽天の立花陽三球団社長は、「今回の増席による28,000人収容は通過点で、将来は3万人の収容を目指す」として、オールスターや日本シリーズを開催に必要な収容人数の下限を満たすべく、さらなる増席の計画があることを示唆した。
なお、2014年のシーズン開幕から3塁側常設スタンドの運用開始までは、前述の仮設スタンドを撤去した関係で最大収容人数が25,723人に減少していた。しかし、運用開始初日（8月30日）のソフトバンク戦で25,308人（レギュラーシーズン・ポストシーズンを通して当時の歴代最多人員）を集客したのを皮切りに、観客動員記録を次々更新、主管65試合目に当たる9月20日の日本ハム戦で、主管試合における年間の観客動員総数が1,292,366人（当時の最多記録で、当球場以外での主管試合も含む）に達した。
その一方で、室内練習場に隣接した敷地に天然芝敷設・見学スペース付きの練習・イベントスペース「Green Field」（グリーンフィールド、約2,000平方メートル）を新設。2014年8月17日から運用を開始した。

#### 2014年オフシーズン

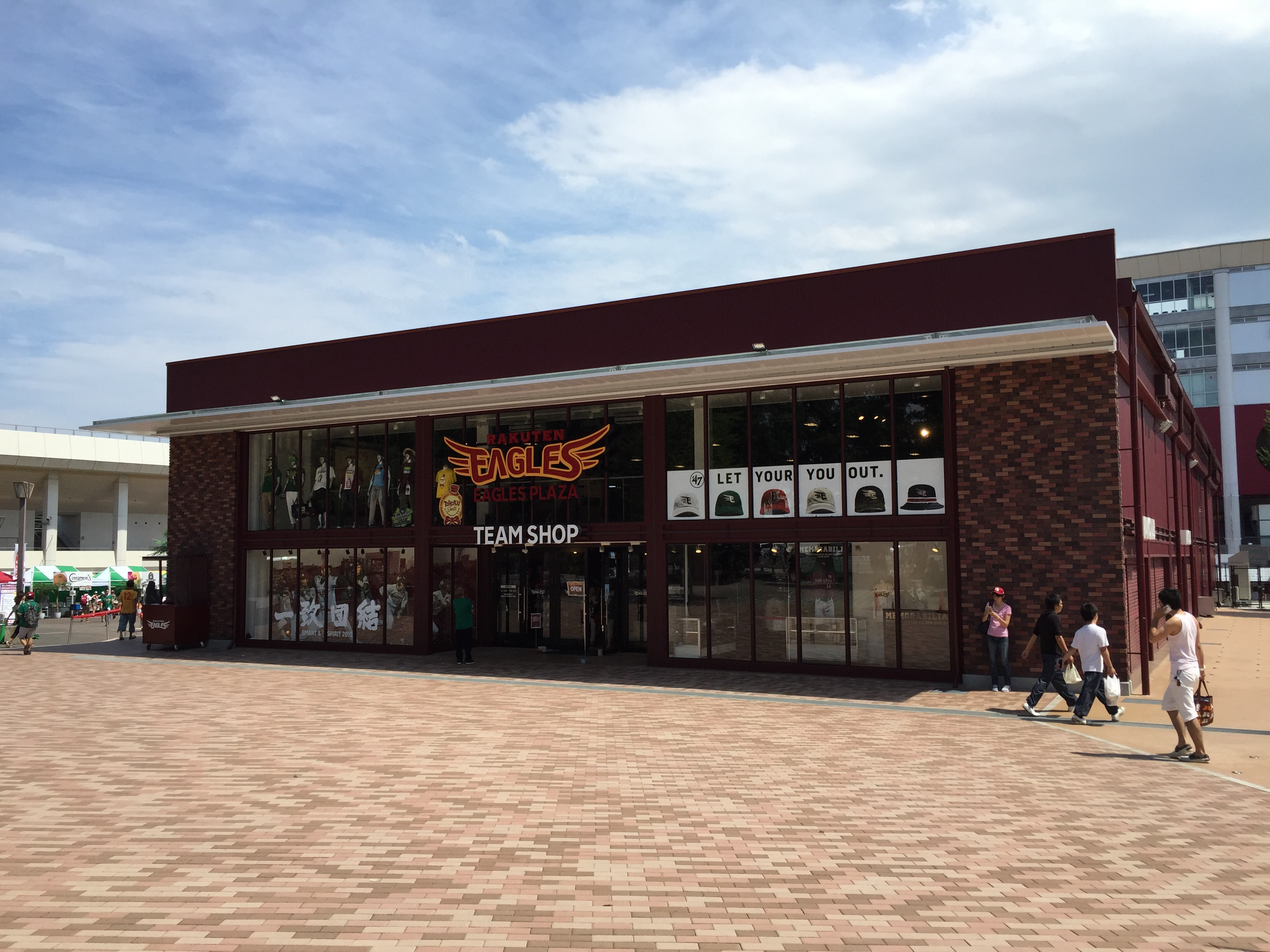
新設されたグッズショップ

エンターテインメント性にあふれる施設を球場の内外で充実させる目的で、スタジアムの外周部分を改修する工事を展開した。
- 正門に「ウェルカムゲート」を設置するとともに、その付近にグッズの大型グッズショップを新設。
- グッズショップには過去の東北楽天ゴールデンイーグルスの球団の歴史を振り返るコーナーも展示されている。
- 3塁側の新設スタンド前に、直径21m×高さ10mのドーム型多目的ホール（イーグルスドーム）を設置したうえで、2015年3月31日から稼働を開始。楽天公式戦のパブリックビューイングや、イベント会場として2019年シーズンまで活用していた。NPBの球団本拠地球場に隣接させた球団所有のドーム型施設は、「イーグルスドーム」が初めてであった。
- 年間予約席の購入者（シートオーナー）を中心に利用できるレストラン「VIPダイニング」を、1塁側のスタンドでオープン。

以上の施策をめぐってた、レギュラーシーズンでチームが2年連続で最下位に終わったことによって翌2016年以降の集客が懸念が報じられていた。

#### 2015年-2016年
2015年シーズン終了後の11月下旬から、総額で30億円規模の改修工事に着手。総工費の30億円は、楽天球団や楽天本社からの出資・寄贈で賄われた。
この工事ではスタジアムの景観や選手の足腰に対する負担の軽減を考慮すべく、内・外野のフェアグラウンドに天然芝を敷設した。2014年8月に開設した「グリーンフィールド」の使用・運営実績に基づく敷設で、パシフィック・リーグの本拠地では唯一、NPB12球団の本拠地では阪神甲子園球場（外野にのみ敷設）・マツダスタジアム（内・外野ともに敷設）に次ぐ事例。人工芝からの転換は、NPB球団の本拠地としては初めてである。また、スコアボードも全面的に改修。LEDを全面的に採用した。
さらに、左中間側にある楽天山観覧席を撤去。ペトコ・パーク（サンディエゴ・パドレスの本拠地）を手本に広大な敷地を擁する「公園席」を左中間の後方へ設置することで、収容人数を30,508人にまで増やした。
2015年11月13日には、4人乗りゴンドラ16台を擁する観覧車（全高36m、直径32m）を仙台ハイランド（2015年8月30日閉園）から譲り受けたうえで、公園席に設置する計画を公表。公園席の整備後に設置工事を実施したうえで、楽天球団が千葉ロッテとのデーゲームを開催した2016年5月3日から、観覧車の営業を開始した。「動く観客席」として機能させることを目的に、プロ野球の本拠地に使用する野球場の敷地内に本格的な観覧車を常設するのは日本初で、メジャーリーグの野球場では設置した事例がない。
楽天球団では、2015年11月16日にNPBの他11球団に対して天然芝の張り替え・観覧車の設置計画を報告。特に異論が出なかったことから、同月20日には以下の概要で改修計画を正式に発表した。球団によれば、以下の計画を実現させることによってチームの勝敗の影響を受けにくい経営体質への転換を図るという。
- 「公園席」（仮称「楽天山パーク」）の敷地は約4,000m2で、全面芝生席と見なすことで約7,000人まで収容が可能。2016年3月に完成させる予定で、2年以上の契約を前提にこのエリアの命名権を公募する。
- 観覧車の高さは36mで、1周の所要時間を5分15秒に設定。工費は約2億円で、ナイトゲームに本塁打が出た際などの演出を兼ねてゴンドラや脚部にLEDの照明装置を付ける[92][95]。
- センター後方に、パナソニック製で全面LEDのスコアボードビジョンを設置[96]。「楽天Koboビジョン」と連動させながら、チーム・選手に関する詳細なデータ表示や、多様な演出に活用する。
- 内外野フェアグラウンド部分の天然芝化を機に、寒冷地帯である北アメリカ大陸のプロスポーツ向けスタジアムで実績を積んだ「サブエアーシステム」（年間を通じた土壌温度・水分管理を目的に天然芝の下から温風を吹き込むシステム）を、日本の野球場で初めて導入する。
- フィールドシートを、従来から約1.4m前面に拡張。拡張分のエリアに「エキサイティング・フィールドシート」（1塁側57席／3塁側59席）、ボックスシート（1塁側：32席［4人×8ボックス］／3塁側：32席［4人×8ボックス］）、ダッグアウト上部・カメラマン席の上部に「プレステージ・ダグアウト」（1塁側：91席／3塁側：121席）をそれぞれ新設する。
- ゴールデンシートを「VIPシート」としてリニューアル。また、ダッグアウト内のベンチの列数を、従来の2列から3列に増やす。

寒冷地にある当スタジアムの全面天然芝化については、メジャーリーグ通でアメリカへの留学も経験した三木谷の強い意向を背景に、数年前から楽天球団の内部で検討。2015年7月の時点では、芝の管理などに関する技術的な問題を解消できなかったため、2016年も人工芝の使用を続ける方向で調整していた。しかし、2015年9月にサブエアーシステムを導入する目途が立ったことから方針を再転換。同月中旬の球団取締役会で、天然芝の全面導入が正式に決まった。なお、天然芝の整備はユアテックスタジアム仙台の管理業者が担当している。2016年シーズンには、阪神甲子園球場のグラウンド整備・維持管理を担当する阪神園芸のスタッフが、派遣扱いでシーズンを通じて常駐した。
本塁から約170m離れた場所に設置する観覧車については、楽天の主催公式戦で本塁打の打球を直撃させた選手に対して、2016年シーズンから楽天本社が楽天スーパーポイント100万ポイント（100万円相当）を贈呈することを計画している。「（楽天野球団創設時からの懸案事項である）生え抜きの長距離打者を育てたい」という三木谷の発案による計画で、対象はNPB12球団の全選手。ポイント相当分の賞金を、三木谷自身で拠出するという。
「楽天山パーク」については2016年3月に江崎グリコが命名権を取得したため、同年から2年間「スマイルグリコパーク」という名称を使用（2018年の命名権契約更新後も使用を継続）。同社は、観覧車の中央部分にも広告を掲出している。前述の観覧車が営業を開始した5月3日には、「スマイルグリコパーク」もグランドオープン。3歳以上の（観覧車を含む）パーク内施設利用者に対して、「プレイチケット」や「年間パスポート」を販売している。また、楽天のホームゲームを開催しない日にも、営業日を随時設定。入場券を購入するか、「年間パスポート」を提示すれば、楽天ホームゲームの開催・観戦希望の有無にかかわらずパークへ入場できる。ただし、例年は11月下旬（楽天球団のファン感謝祭を当球場で開催した直後）から翌年の3月中旬（楽天のオープン戦期間中）までを「冬季休園期間」に設定している。
ちなみに「スマイルグリコパーク」には、一軒家風の本格的なカフェを建設。試合の観戦が可能な定員24名のメリーゴーラウンド（木馬16頭・馬車2台）を常設したうえで、2016年8月2日から有料での営業を開始した。野球場の敷地内にメリーゴーラウンドを常設する事例は日本初で、メジャーリーグ球団の野球場には設置した事例がない。
この結果、2016年にはチームが5位でレギュラーシーズンを終えたにもかかわらず球団主催試合（72試合）での観客動員総数が史上最多（当時）の162万961人に到達した。当スタジアムでの主催67試合では、1,517,680人（1試合平均22,652人）もの観衆を集めた。

### スマートスタジアム化の推進（2019年 - ）

#### 2018年-2019年

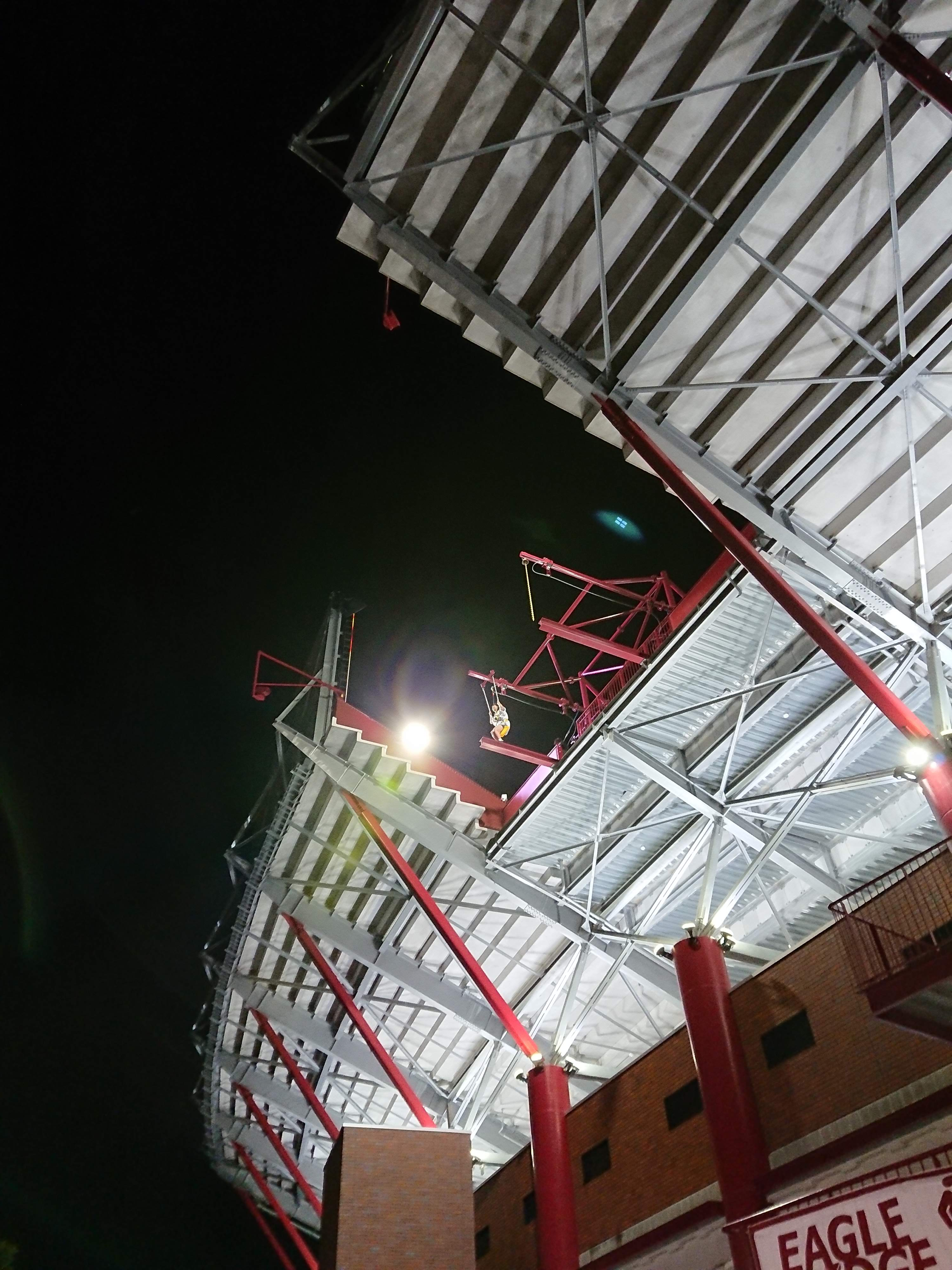
バイバースタンドに設置されたEAGLE BRIDGE。手前側の先端には勝利の鐘、奥側の先端には空中ブランコが設置されていた（2018年6月14日）

「スマイルグリコパーク」では2018年3月以降も、試合を観戦できる日本球界初の遊戯施設を順次増設。同年4月13日からは、かつてロンドン市内を走行していた観光用の2階建てバス（ロンドンバス）1台を、パークの一角に常設している。その一方で、同年5月4日からは、「EAGLE BRIDGE」と称する2本の吊橋（1本は空中ブランコ付き）を三塁側のバイバースタンド上段（地上20メートル）に設置していた。

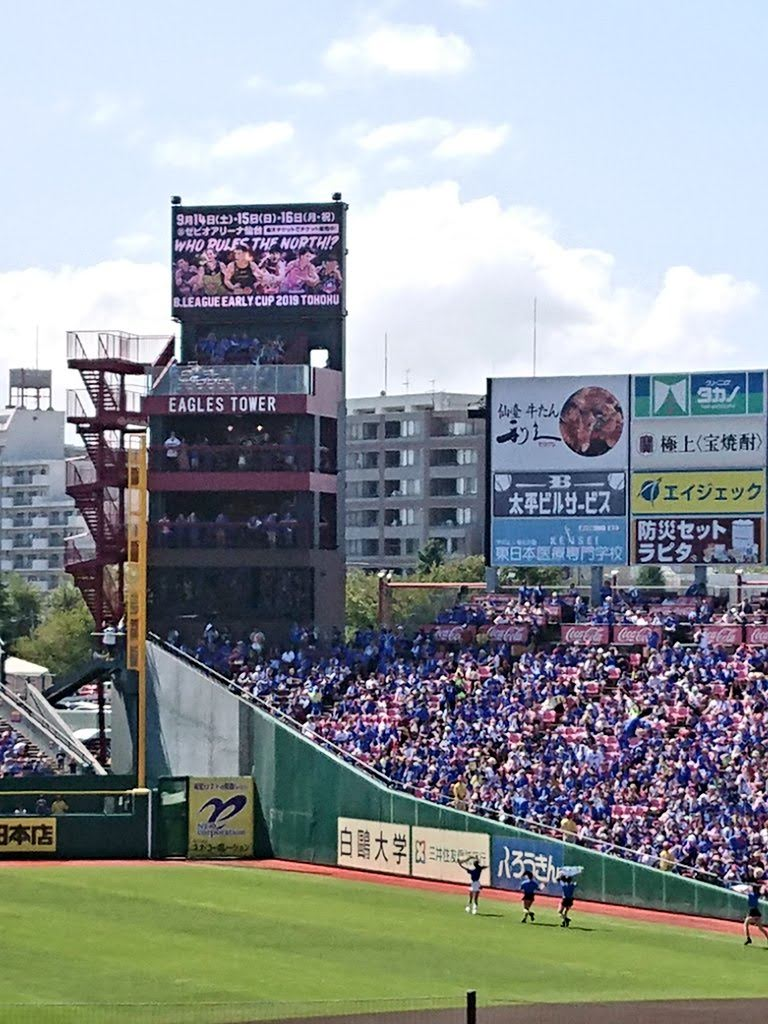
イーグルスタワー（2019年9月8日）

2018年度のNPBオフシーズン中に、観客席の大幅なリニューアルへ着手。ライトポール付近の1塁側スタンド後方に、「イーグルスタワー」と称する4階建てのタワー型観戦スタンドを新設した。このタワーでは、1階（個室1室）に15席、2・3階（いずれもデッキ）に各24席、4階（テラス）に40席、4階の後方にLEDビジョンを設置。観戦席の総数は103席で、グループによる観戦を主に想定している。また、1塁側フィールドシートの座席を全て跳ね上げ式のシートに置き換えたほか、エリア内の座席構成を大幅に変更。楽天が公式戦で勝利した場合に、観客が試合終了後のフィールド内で選手とのハイタッチへ臨めるように、最前列から2列分の座席（全50席）を「ヴィクトリー・フィールドシート（1塁側）」に充てた。さらに「フィールドルーム」（最大で10名まで収容できる個室1室）、「フィールドボックス6」（可動式の屋根付き6人掛けボックスシート2脚）、ドリンクカウンターを新設した。外野スタンドでも、レフト・ライト最前列にある「Eウイング」の指定席エリアを拡大するとともに、レフト側に設けられている「ホームランBOX」（Eウイング後方のボックス席ゾーン）内のシートを8人掛けから6人掛けへ変更。内野スタンドの防球ネットも一新したほか、2018年シーズンまでインフィールドエリアにのみ導入していた天然芝を、ファウルグラウンドにも拡大した。さらに、「イーグルスクライミング」と称するスポーツクライミングのアトラクション施設（高さ6メートル）を「スマイルグリコパーク」へ新たに導入した。
なお、2019年シーズンからは、球場内外の店舗やカウンターで現金を収受しない「完全キャッシュレス化」を楽天主催試合の開催日限定で実施。「イーグルスタワー」については、各階の座席に4つの入場料金区分（A - Dカテゴリー）を設けたうえで、同年7月23日の楽天対西武戦から運用を開始した。同年シーズンには、チームが最終盤で3位へ食い込んだ末にクライマックスシリーズへの進出を決めたこともあって、当スタジアム主催試合での観客動員総数が歴代最多の173万2,526人にまで達した。

#### 2019年-2020年
当球場のボールパーク化や球場周辺エリアの娯楽施設開発を目的に、楽天野球団と楽天LIFULL STAY（民泊事業を運営するグループ会社）が共同で「Rakuten STAY x EAGLES」という新会社を2020年1月に設立。新会社と同じ名称の2階建て宿泊施設（全4室）を、「スマイルグリコパーク」の冬季休園中に同パーク内へ建設した。日本のプロ野球本拠地球場の敷地内では初めての宿泊施設で、楽天グループが運営する「楽天トラベル」をはじめ、国内外の宿泊予約サイトで予約を受付。楽天の公式戦を開催しない日でも、「スマイルグリコパーク」の開園期間中で空室があれば、予約を条件に宿泊できるようになっている。なお、当初の計画では、3月17日から予約を受け付けたうえで、4月17日（金曜日）から営業を開始する予定だった。年初から日本国内で新型コロナウイルスへの感染が拡大している影響で、NPBレギュラーシーズンの開幕がおよそ3ヶ月延期されたことなどから、実際には6月17日（火曜日）から予約を受付。当球場で楽天のホーム開幕カード第2戦（ロッテとのナイトゲーム）が催された同月29日（水曜日）から、正式に営業を開始した。
その一方で、2019年から楽天の主催公式戦開催日限定で実施している「完全キャッシュレス化」の一環として、2020年シーズンから紙・電子を問わず主催公式戦のチケットにQRコードを付加。QRコードの認証機と連動した押し下げバー式のエントランスゲートをスタジオ外周の全5ヶ所へ設置したうえで、オリックスを相手に一軍のレギュラーシーズン開幕戦を開催する2020年3月20日（金曜日）から、公式戦開催日に限ってゲートを稼働させる。このため、チケットを取得済みの観客は、QRコードを認証機にかざすだけで、試合開始予定時刻の2時間前から入場できる。ただし、一時退場や再入場の場合にも、入退場のたびにQRコードによる認証を要する。
また「完全キャッシュレス化」の実施日に大半の施設で利用できる決済手段として、Suicaなどの交通系ICカードを追加。Suicaについては、「完全キャッシュレス化」の実施当初から決済手段として認められている楽天ペイのアプリケーション・ソフトを通じて、パソコンやモバイル端末機器からの発行手続きや現金チャージが可能になっている。
さらに、前年のオフシーズンにリニューアルを実施した1塁側のフィールドシートに続いて、3塁側のフィールドシートでも全て跳ね上げ式のシートに置き換えたほか、エリア内の座席構成を大幅に変更。楽天が公式戦で勝利した場合に、観客が試合終了後のフィールド内で選手とのハイタッチへ臨めるように、最前列から2列分の座席（エキサイティング・フィールドシート）を「ヴィクトリー・フィールドシート（3塁側）」に改称したうえで、総座席数を74席に増やした。さらに、ヴィクトリー・フィールドシート上段の指定席エリアを拡大するとともに、「フィールドボックス7」（可動式の屋根付き6人掛けボックスシート7脚）やドリンクカウンターを新設。3塁側スタンドの上段でも、「EAGLE BRIDGE」を撤去したうえで、跡地に「ボックスシート」（4人掛けボックスシート6脚）を設置した。
なお、2015年シーズンから3塁側スタンドの場外に開設されている「イーグルスドーム」も、「EAGLES DOME FANS'SHOP」（球場敷地内では2店目の常設公式グッズショップ）にリニューアル。楽天の公式戦開催日には、試合開始の3時間前から営業を始めている。
ただし、NPBでは新型コロナウイルス感染拡大への防止策として2020年のレギュラーシーズン開幕当初に（他球場を含めた）全ての公式戦を無観客で開催。当球場の楽天ホームゲームでは、7月15日（水曜日）の対西武戦から、1試合につき5,000名を上限に観客の入場を再開した。チケットの販売対象は指定席のみで、デッキ・ラウンジ・イーグルスタワーのテラス・ビジター応援エリアを対象から除外。団体観戦用のチケットや、試合開催日の「スマイルグリコパーク」入園券も当面は販売しない。販売対象の指定席についても、新型コロナウイルス感染の抑制に向けた社会距離拡大戦略に沿って、座席の間隔を前後1列・左右2席分空けることを条件に定めている。その一方で、日本政府が新型コロナウイルスへの感染拡大防止を目的に講じている有観客イベントへの入場人数制限を緩和したことに伴って、10月9日（金曜日）の対西武戦以降のホームゲームでは入場者数の上限を定員の半数（1万5,600名）にまで引き上げた。

楽天野球団では2020年レギュラーシーズンのホームゲームを当スタジアムだけで開催したものの、NPBがレギュラーシーズンの試合数を例年の143試合から120試合にまで減らしたことに伴い、ホームゲームを60試合に限定。クライマックスシリーズはパ・リーグのみ優勝チームと2位チームによる1ステージ制で開催されたものの、楽天はレギュラーシーズンを4位で終えた。結局、2020年主催試合での観客動員総数は23万6,084人で、NPB全12球団の本拠地球場としては最も少なかった。

#### 2021年（新型コロナウイルスへの感染拡大防止に向けた施策）
新型コロナウイルスへの感染拡大に歯止めがかからない状況でレギュラーシーズンを開幕したことを背景に、開幕直後で楽天戦が最初から組まれていなかった4月22日（木曜日）に、光触媒コーティングを全ての観客席（総数2万6,115席）に施した。NPBの球団が本拠地に使用する屋外球場としては初めて（日本国内のプロスポーツの本拠地である屋外型スタジアムではJリーグのヴィッセル神戸がホームゲームに使用するノエビアスタジアム神戸に次ぐ）試みで、光を浴びることによって抗菌効果を発揮する自己結合性酸化チタン分散液（ナノゾーンソリューション）をコーティングに使用。大型の散布型ドローンから、およそ300リットルもの溶液を噴射した。ナノゾーンソリューションは「1回散布すれば上記の効果がおよそ2年間持続する」とされているが、当球場では散布後も使用時の消毒作業を継続している。
さらに、7月25日（日曜日）以降の毎週日 - 火曜日には、楽天グループと仙台商工会議所がモデルナ社製新型コロナウイルスワクチンの職域接種会場を合同で運営。楽天グループが5月31日から神戸市民向け上記ワクチンの大規模接種会場をノエビアスタジアム神戸で運営していることを踏まえた施策で、楽天野球団を含めた北海道・東北地方のグループ会社の従業員とその家族、仙台市内の消防団員、公共サービスへの従事者（エッセンシャルワーカー）、仙台商工会議所会員の従業員とその家族などを対象に、1日あたりおよそ5000回の接種を実施している。
その一方で、オールスターゲーム第2戦から日本代表強化合宿までの期間（7月20・21日）には楽天野球団が当球場をチーム練習に使用していた。しかし、練習に2日間とも参加していた銀次内野手が、21日の夜に体調を崩したことをきっかけに、新型コロナウイルスへ感染していることが22日のPCR検査で判明された。この事態を受けて、当球場では銀次が2日間の練習で立ち寄った球場内施設（クラブハウスと選手ロッカー）を22日に消毒した。銀次と共に練習へ参加していた総勢89名の監督、コーチ、選手、スタッフには翌23日のPCR検査で陰性が確認されたものの、「銀次との濃厚接触の可能性が高い」とされる鈴木大地内野手には自主隔離措置が講じられた（銀次・鈴木ともレギュラーシーズンの再開後に実戦復帰）。
なお、宮城県内では新型コロナウイルスへの感染者数が8月下旬をピークに減少へ転じている。楽天野球団では、日本政府・宮城県・仙台市・NPBと連携しながらイベントの収容人数制限の緩和に向けた技術実証をレギュラーシーズン終盤（10月下旬）の楽天主催4試合（いずれもパ・リーグの公式戦）で実施した。「ワクチン・検査パッケージ」（新型コロナウイルスワクチンの2回接種済証明書かPCR検査での陰性証明書の提示を条件にイベント会場への入場を認める取り組み）の一環で、12歳以上で上記の条件に該当する人々に対して、入場口や席種を限定したチケットを通常より安い価格で10月13日から販売している。ただし、該当する人が同伴・引率した児童（3 - 11歳）には上記の証明書の提示を求めず、個別の座席を使わない乳幼児（3歳未満）には通常どおり入場券なしでの入場を認めていた。

#### 2022年
日本国内で「AKRacing」（中華人民共和国で開発されたゲーミングチェア）の販売を独占的に担うテックウインド株式会社がこの年から楽天野球団とスポンサー契約を結んだことを背景に、ダッグアウトのベンチシートを、一・三塁側とも2007年シーズン以来15年振りに入れ替え。春先や秋季に寒気の下で試合を開催することへの配慮から、座面と腰部にヒーターを内蔵したダッグアウト専用設計の「AKRacing」ゲーミングチェアを、一・三塁側に40席ずつ設置した。
楽天対ソフトバンクのナイトゲームが開催された8月23日（火曜日）からは、日本国内でのスポーツ関連施設では初めて、Uber Eatsを活用したサービスを楽天の一軍公式戦開催日に提供。スタジアムの場内・外周で営業している常設店（2022年シーズンは58店）から40以上の店舗を対象に、Uber Eatsに対応したアプリを内蔵したモバイル端末での商品の注文を、外周店舗では原則として試合開始の3時間前、場内店舗では2時間前から受け付けている。このサービスではアプリで注文した商品の配達を実施しないため、注文者が注文済みの商品を受け取るためには、注文先の店舗に設けられた「Uber Eatsピックアップ」へ営業時間内に出向くことが必要である。なお、場内が混雑している場合や、スタジアムの界隈が悪天候に見舞われている場合にはUber Eatsアプリからの注文を受け付けないことがある。
その一方で、楽天野球団が11月23日（水曜日・勤労感謝の日）に開催する「楽天イーグルスファン感謝祭2022」からは、PayPay（ソフトバンクが運営に関与しているQRコード決済サービス）をスタジアム場内・外周の売店に導入している。楽天・ソフトバンク両球団が共同で進める本拠地のキャッシュレス化施策に伴う措置で、ソフトバンクの本拠地である福岡PayPayドームでも、この施策に沿って11月下旬のファン感謝イベントから楽天ペイを新たに導入。同じリーグへ加盟する複数球団の共同施策として、他球団の関連会社が運営する決済サービスを本拠地へ相互に導入することは、セ・リーグを含めてもNPB史上初めてである。

#### 2023年
この年まで6基の照明塔にHIDランプを取り付けていたが、NPBシーズンの終了後に、消費電力が相対的に少ないLEDランプへの全面的な切り替え工事を実施。パ・リーグに加盟する球団が本拠地として使用している球場では最も遅く、グラウンド照明の全面LED化に踏み切った。

### 収容人員の推移
| 年     | 宮城球場の収容人員 |
| ------ | --- |
| 2005年 | 20,000人 |
| 2006年 | 23,000人 |
| 2007年 | 23,000人 |
| 2008年 | 22,187人 |
| 2009年 | 22,098人 |
| 2010年 | 23,026人 |
| 2011年 | 23,026人 |
| 2012年 | 23,026人 |
| 2013年 | 【01月0 ～】 23,451人 【04月0 ～】 23,466人 【09月0 ～】 25,651人 【10月03日～】 25,868人 【10月17日～】 26,695人 【10月26日～】 28,120人 |
| 2014年 | 【04月01日～】 25,717人 【08月30日～】 28,736人                                                                                           |
| 2015年 | 28,451人 |
| 2016年 | 30,508人 |
| 2017年 | 30,508人 |
| 2018年 | 30,508人 |
| 2019年 | 30,508人 |

宮城球場の収容人員の変遷

## 野球以外での利用
- 東北楽天ゴールデンイーグルスの本拠地になってからは、以下のように、野球以外のイベントやアトラクションにも数多く使われている。
  - 宮城球場正面の特設リングで、Mr.カラスコ出場の「レッスルフルスタMIYAGI」が開催されている。2005年8月24日のvol.1ではみちのくプロレス、同年8月29日のvol.2では新日本プロレスが参戦した。2006年は、5月17日の「06 みちプロ編」、9月6日の「大阪プロレス編」が開催された。2007年は5月にみちプロと対戦した。
  - 2006年8月23日 - 9月6日の約2週間、SENDAI光のページェント実行委員会との共催で、「フルスタ宮城 光のページェント」との名称のイルミネーションイベントが行われた。
  - 2006年と2007年に、仙台クラシックフェスティバルのプレイベントの1つとして、「楽都フルスタMIYAGI」の名称でクラシック音楽とジャズの演奏が外周スペースで行われた。
  - 2007年のGWには、「フルスタ宮城ヒーロー列伝」の名称で仮面ライダー電王とYes!プリキュア5のイベントショーが開催された。
  - 夏休み期間中には「フィールドお泊り会」と題し、地元企業の協賛の下、当該日のナイター、ないしは薄暮デーゲームの試合終了後、その観戦チケットを購入した6歳以上15歳以下の学童とその保護者（原則3名までにつき1人以上、4－6人の場合は2人以上同伴）で希望者を招き、試合を終えた球場のフィールドでキャンプファイヤーやラジオ体操、ベースランニング、キャッチボールなどのイベントを展開する企画が行われている[124]。
  - 2014年以降はSCRAP主催の体感型謎解きイベント『リアル脱出ゲーム』の野外ツアー仙台公演の会場として定着している。
    - 2014年6月22日『進撃の巨人×リアル脱出ゲーム』ある城塞都市からの脱出仙台公演。
    - 2015年11月8日『ONE PIECE×リアル脱出ゲーム』頂上戦争からの脱出仙台公演。

  - 2021年3月11日、東日本大震災の発生からこの日で10年の節目を迎えたことを背景に、『音楽の日』（TBSテレビの制作で東北放送などの系列局でも放送された特別番組）内で当スタジアムからの生中継を実施。2013年に解散していたFUNKY MONKEY BABYSが、「一夜限りの復活」と銘打って、「あとひとつ」「ありがとう」「ちっぽけな勇気」の3曲を披露した[125]。
  - 2022年には、野球のオフシーズンに当たる12月3日 - 6日に「STADIUM GOLF Supported by 楽天GORA」（楽天野球団の主催による有料抽選制・全9ホールのスタジアムゴルフイベント）で当スタジアムを使用。期間中には、外野スタンドの座席の一部にティーイングエリア、フィールド上にグリーンを設置していた。日本のプロ野球の球団が本拠地に使用している野球場において、スタジアムゴルフのイベントが開催されることはこの期間が初めて[126]。グラウンドの天然芝ではゴルフボールが転がりにくいことに加えて、ゴルフボールが止まりにくいシートをピンの付近に敷いていたため、楽天イーグルスの現役選手を代表してこのコースでのプレーを体験した辛島航（体験時点でのベストスコアは77）は「仙台では（攻略が）おそらく一番難しいグリーン」との感想を述べていた[127]。

## 応援時の鳴り物等の持込規制
楽天の新本拠地となったことにあたり、球団では当球場で開催するホームゲームで鳴り物入りの応援を大幅規制している。
具体的な制限事項は以下の通りである。
1. トランペット、カネ、笛、拡声器、ラジカセの持込・使用は一切禁止。
2. 太鼓はNPBが公認した私設応援団のみに許可され、「四方40cm、高さ30cm以内」のもの1個のみ可。使用場所は指定席を除いた外野席に限られ、22時以後は使用禁止。
3. 応援旗もNPB公認の私設応援団のみ可。「縦2m、横3m以内」で枚数は制限なし。また横断幕は原則として手持ちのみとし、フェンス、スタンド等の球場施設への取り付けは禁止（ガムテープ・養生テープでの貼り付け、ハトメを使った固定も不可。ただし許可を得た私設応援団に限り横断幕のスタンドへの貼り付けと応援大旗を振る行為は認めるが、外野中央通路、及び主管球団などが指定した個所のみに限る）。
4. 過度の座席確保のためのレジャーシートなどの敷物使用禁止。
なお、ジェット風船についてはCOVID-19の拡大防止を理由に禁止されるまでは特に規制されておらず、他球場に倣い応援の盛り上げに使われた。
5. ただし、高校野球ではこの規則に関係なくブラスバンドによる応援がされる。

2018年シーズンから応援演出が変わり、鳴り物等の規制はそのままだが楽天攻撃時は球場スピーカーから録音されている応援歌をBGMとして流す方法に切り替えられた。
球場では保安強化・ごみ問題などを理由に、飲食物の持ち込みを禁止している。ただし球場敷地内でチェック済みで販売されているものに限り、持ち込みを許されている。入場時には警察など関係機関からの指導を受け手荷物検査も実施されており、飲料については、缶、瓶、ペットボトル、水筒、タンブラー、パック飲料の持ち込みは禁止されている。
ただし、外周に飲食可能スペースが多くあるため、このスペースを利用し持ち込み飲食物の飲食を済ませることは可能である。持ち込み禁止については、球団は施設管理者であり営業権も付与されているため、法規上は特に問題が無く現状に至る。
また気温が上昇しやすい夏季については、通常は持ち込みが禁止されている水筒は持ち込むことが認められているが、2017年まではゲートにて自分自身で中身を指定の紙コップ、または水筒に移し替えが必要となっていた。しかし2018年度からそれが廃止となり、移し替えコーナーは設置されなくなったので、各自で自宅や周辺のコンビニエンスストア、自動販売機から移し替える必要がある。これを受けて「健康上の理由による制限や、乳幼児の食事など、しかるべき理由があるときに限って、特定の飲食物の持参は可能です。当日エントランス係員までお問い合わせください」「ご自身の体調管理のため、800㎖以下であれば、お1人様1本のみ水筒を持参することは可能です」との説明がある。

## 宮城県におけるアマチュア野球の聖地
宮城球場は1950年から、高校野球を中心に、宮城県内の中学野球・大学野球・社会人野球などの試合に使用されてきた。そのため、東北楽天ゴールデンイーグルスが本拠地に使用することが決まった2004年末の時点では、宮城球場におけるアマチュアの試合回数が減ることが関係者の間で危惧されていた。しかし、宮城県と楽天の協定の中で、
1. 従来の料金でのアマチュア野球への貸し出し
2. 楽天が野球振興に協力する

という条件で、楽天の本拠地となってからもアマチュア野球の試合数は一定数確保されることとなり、アマチュア野球の聖地としての地位の一部は守られている。
例をあげると「杜の都の早慶戦」と称される「仙台一高二高硬式野球部定期戦」は1900年（明治33年）に始まったもので、大正から戦中の中断を経て戦後の1946年（昭和21年）に復活後、現在まで続いている。宮城県における伝統ある試合として約半世紀に渡って試合会場となってきたが、プロ野球参入後は日程の問題や「仙台国際ハーフマラソン」との競合で、宮城球場での開催が危ぶまれた。しかし、宮城県・楽天双方の努力と関係者の奔走により、日程の確保がなされた。
2005年の定期戦では試合中に両校による伝統ある熱烈な応援合戦がなされてきたが、改修された球場では応援団が乗る大舞台の設置が難しく楽天側から拒否されてしまった。宮城県、楽天双方で設置と現状復帰について何度か協議したが、物理的・時間的に法的基準を満たす設置と復旧が難しいことがクリア出来ず、最終的には、宮城県仙台第一高校はビールケースで作った小さな舞台を内野スタンドに作って応援し、宮城県仙台第二高校は舞台を設置せずに外野スタンドで応援する、という形式に変更することとなった。
しかしながら2008年以降は当時の堀江球場長のアドバイスや一高OBの尽力により、日程や舞台設置方法の変更を行い問題点を克服した形で舞台が設置されている。
毎年楽天野球団が公表している報告書によると、2005年以降のアマチュアへの貸し出し日数は70日以上となっており、2004年以前の貸し出し水準を大幅に上回っている状態が維持されている。これは、プロ野球が開催されるホーム球場ということで、設備の整った球場の人気が高まり利用希望が増えている為といえる。宮城県が意図していた、「管理占有許可を認めることでプロスポーツ企業に大幅な利用権限を与え、施設の向上を図り利用者の利便性を向上させる」という考えが成功したものとして、内外のスポーツ関係者から高く評価されている。このような状況から、楽天が主催試合開催日の完全キャッシュレス化に踏み切った2019年以降も、アマチュア野球の開催日に場内外の売店やカウンターを開ける場合には従来どおり現金の収受を認めている。
ただし、2005年から楽天主催試合の開催が優先されるようになったことを機に、宮城県内のアマチュア球界には県内での試合・練習に適した施設を確保する必要が生じた。2007年には市が宮城野区内で整備計画を進めている野球場が完成する予定だったので、竣工までの向こう2シーズンの間、アマチュアが優先的に使用できる施設が必要となった。そこで市は2005年から、廃部されたJT硬式野球部が練習場として使用していた宮城野区の旧JT球場（東仙台球場。日本たばこ産業仙台工場跡地内、硬式・軟式いずれも使用可）を2年契約でJTから借り上げ、市の管理施設として供用した。また泉区・泉パークタウンの明通球場は主に軟式野球で使用された。このうち、東仙台球場は2006年10月を最後に利用契約が終了したが、代わって2007年5月、宮城野区に仙台市民球場が竣工して供用を開始し、アマチュア野球公式戦の一部が行われている他、一般利用向けにも供用されている。

## 交通機関
| 路線                       | 駅         | 距離   | 徒歩  | 備考         |
| -------------------------- | ---------- | ------ | ----- | ------------ |
| JR仙石線                   | 宮城野原駅 | 0.6 km | 07 分 |              |
| JR仙石線                   | 榴ケ岡駅   | 0.9 km | 11 分 | 宮城野通沿い |
| JR仙石線                   | 仙台駅     | 1.7 km | 21 分 | 宮城野通沿い |
| JR新幹線・在来線           | 仙台駅東口 | 1.8 km | 23 分 | 宮城野通沿い |
| 仙台市地下鉄東西線         | 薬師堂駅   | 1.3 km | 15 分 |              |
| 仙台市地下鉄東西線         | 連坊駅     | 1.4 km | 17 分 |              |
| 仙台市地下鉄東西線         | 宮城野通駅 | 1.6 km | 20 分 | 宮城野通沿い |
| 仙台市地下鉄南北線・東西線 | 仙台駅     | 2.1 km | 27 分 |              |

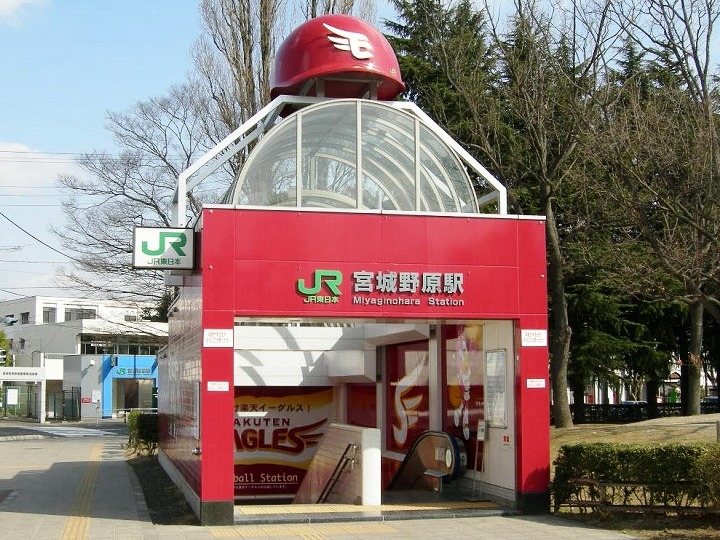
JR仙石線・宮城野原駅

楽天の主催試合時には、JR仙石線・あおば通駅 - 小鶴新田駅間の区間運転列車が増発される場合がある。球場とJR仙台駅東口とを結ぶシャトルバスが運行されているが、JR仙台駅東口までは宮城野通を徒歩で行く方が早い場合もある。宮城野通は球場から榴ケ岡駅付近まで若干上り気味であるが、ほぼ平坦かつ直線。沿道には試合観戦者を見込んで、飲食店やスポーツ用品店、他チームのレプリカユニフォームを販売する店等がある（仙台駅東口商工事業協同組合）。
バスによるアクセス
- 仙台市バス（仙台市交通局） - 定期運行のバスは、仙台駅前から以下の便が利用可能。
  - 50番のりば（三菱UFJ銀行仙台支店前・あおば通駅1番出入口近辺・地下鉄仙台駅北4番出入口近辺）より

「国立病院経由・小鶴新田駅・東仙台営業所行き」乗車・「宮城野原総合運動場前」下車。大人180円・小児90円。
  - 5番のりば（仙台駅西口バスプール）より

「卸町二丁目経由・志波町・霞の目営業所行き」乗車・「宮城野三丁目・聖和学園前」下車。大人180円・小児90円
- 楽天の主催試合時には、仙台市交通局のシャトルバスが運行される。
  - 仙台駅東口バスプール（76番のりば）発着便

行き - 試合開始2時間前より試合開始後30分まで5～10分間隔で運行。
帰り - 8回裏開始時～試合終了45分後まで随時運行。
いずれも運賃は大人100円・小児50円。
- ミヤコーバス - 石巻方面から仙台 - 石巻線が利用可能。
  - 「宮城球場入口・聖和学園前」（仙台市バス「宮城野三丁目・聖和学園前」と同位置）で乗降車。

石巻から仙台行きは降車のみ、石巻行きは乗車のみ取り扱い。
仙台 - 石巻間の運賃は大人850円。
- また、JRバス東北・会津バス・福島交通の一部高速バスが当球場前まで延長運転される。なお、当球場始発の便は設定されない。